# JR貨物U19A形コンテナ

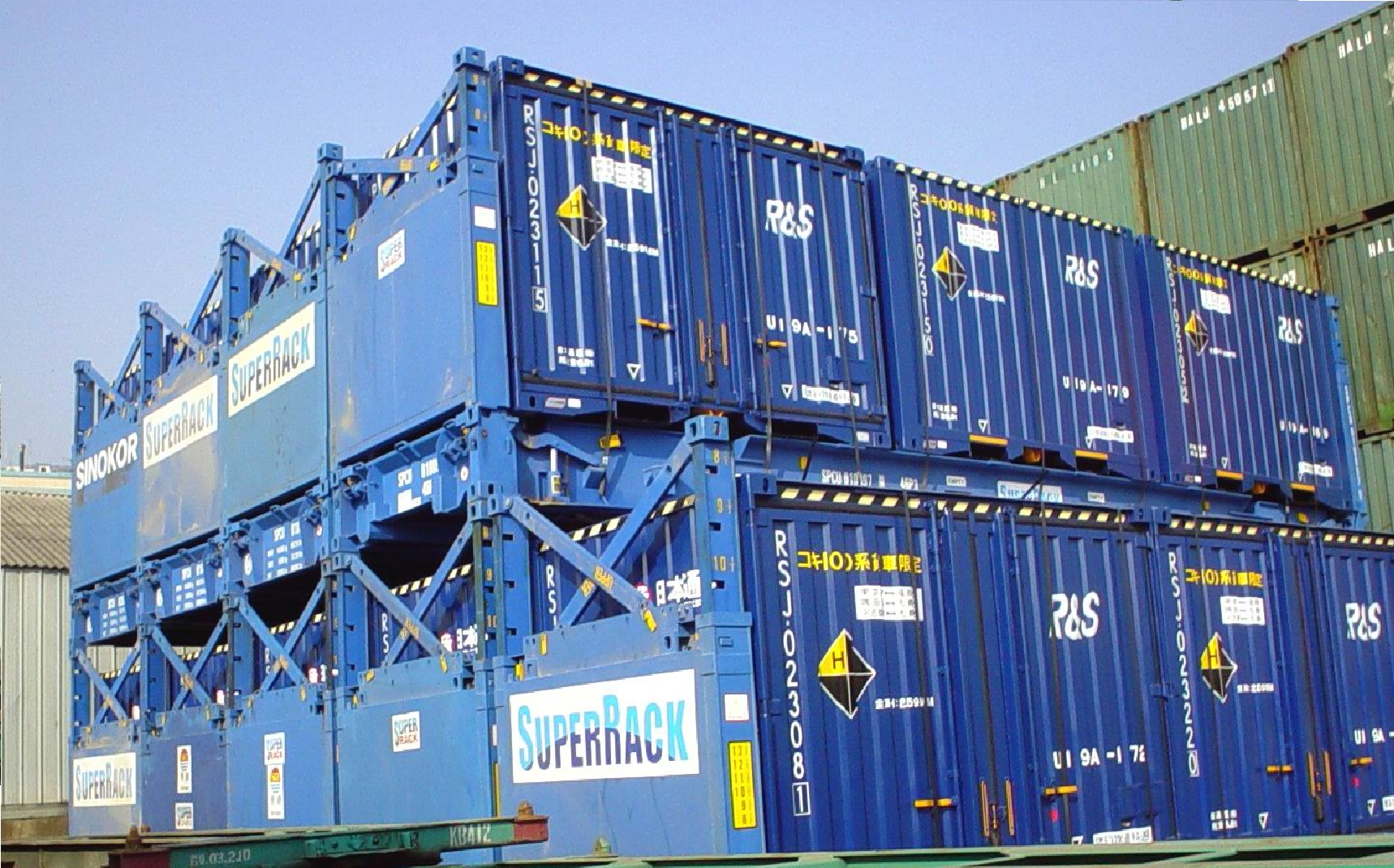
伸長式ハイト・フラット・ラック・コンテナを使って、大量に韓国より輸入された日通の12ft形、鉄道と内航船兼用コンテナ。

U19A形コンテナ（U19Aがたコンテナ）は、日本貨物鉄道（JR貨物）輸送用として籍を編入している12ft形の、私有コンテナ（有蓋コンテナ）である。
形式の数字部位 「 19 」は、コンテナの容積を元に決定される。このコンテナ容積19 m3の算出は、端数四捨五入計算のため、内容積18.5 - 19.4 m3の間に属するコンテナが対象となる。また形式末尾のアルファベット一桁部位「A」は、コンテナの使用用途（主たる目的）が「普通品の輸送」を表す記号として付与されている。

## 番台毎の概要

### 0番台 - 211番台まで
1 - 3
JOT日本石油輸送所有。東洋港運（現、東ソー物流）借受。 両側面対面開閉ドア構造。

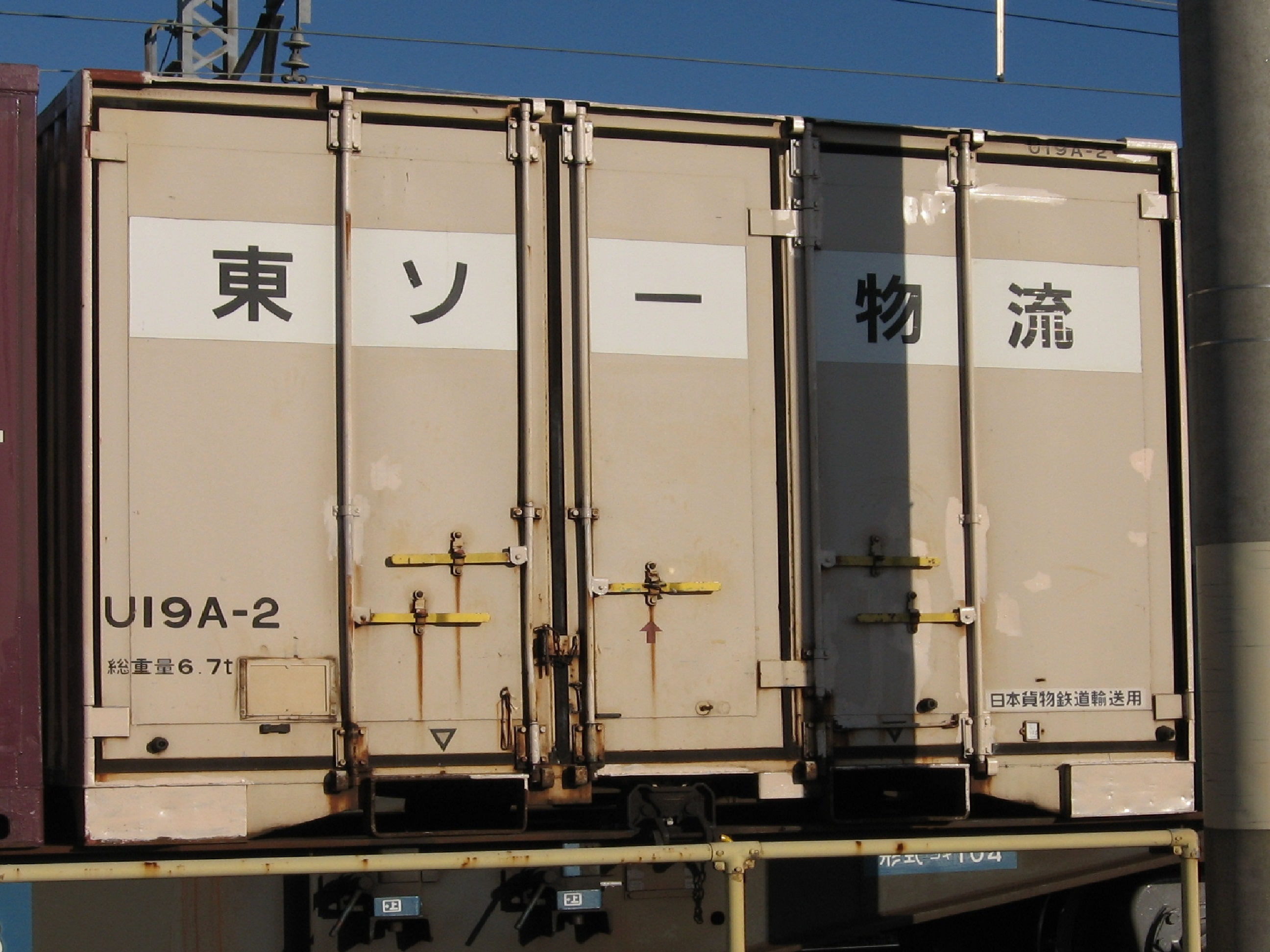
U19A-2 東ソー物流借受。

4
JPT日本パレットプール所有。

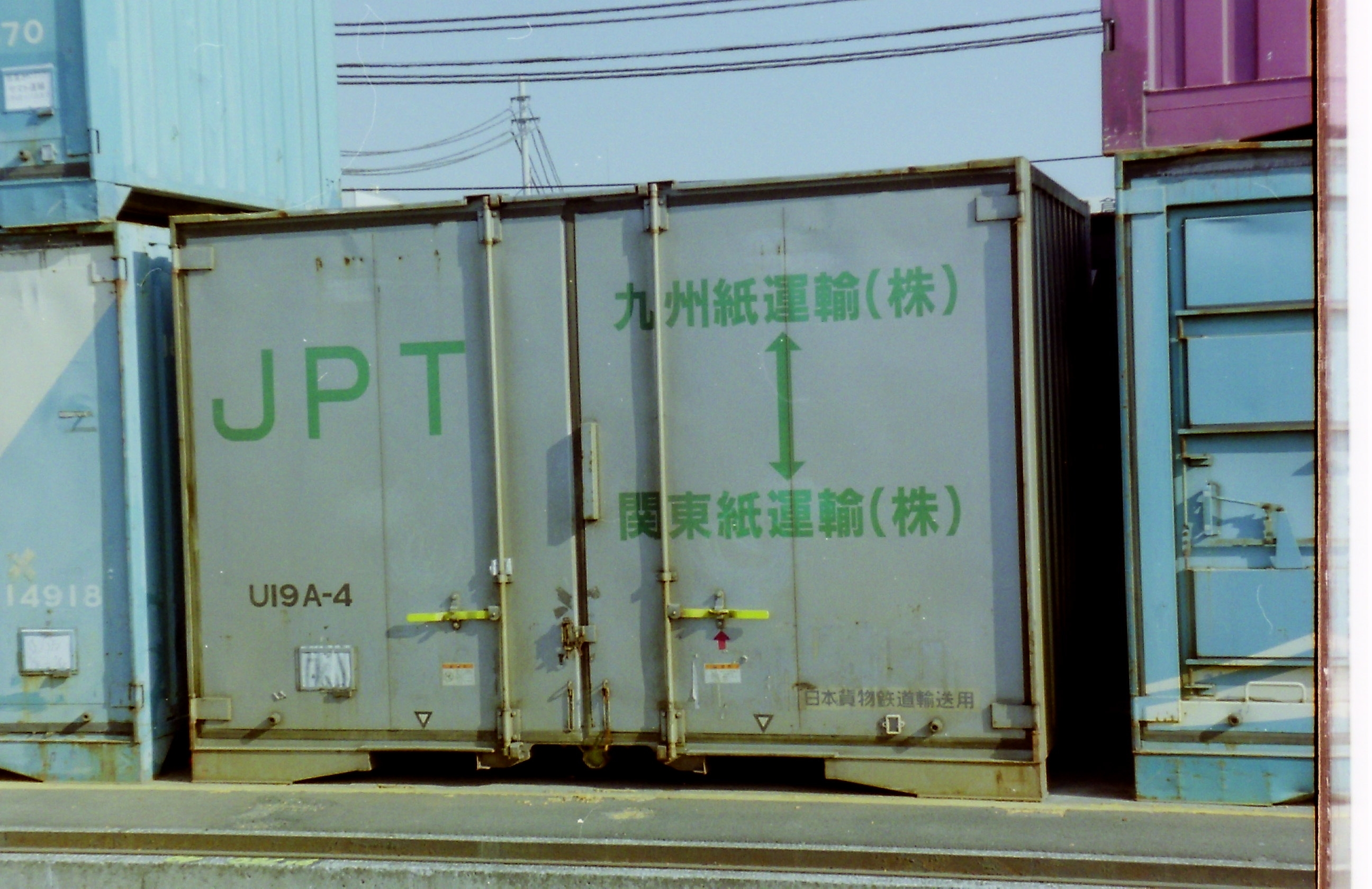
U19A-4 日本パレットプール所有。

5 - 7
日本通運所有。 ※アサヒビール輸送専用。
8
（不　明）
9 ・ 10
日本通運所有。 ※アサヒビール輸送専用。
11
（不　明）
12 ・ 13
日本通運所有。 ※アサヒビール輸送専用。
14 - 16
（不　明）
17 ・ 18
日本通運所有。 ※アサヒビール輸送専用。
19
（不　明）
20 - 22
日本通運所有。 ※アサヒビール輸送専用。
23 ・ 24
（不　明）
25
日本通運所有。 ※アサヒビール輸送専用。
26 - 28
（不　明）
29 ・ 30
日本通運所有。 ※アサヒビール輸送専用。
31
（不　明）
32 ・ 33
日本通運所有。 ※アサヒビール輸送専用。
34 ・ 35
（不　明）
36 ・ 37
日本通運所有。 ※アサヒビール輸送専用。
38
（不　明）
39 ・ 40
日本通運所有。 ※アサヒビール輸送専用。
41 ・ 42
（不　明）
43 ・ 44
日本通運所有。 ※アサヒビール輸送専用。
45 - 52
中央通運所有。 ※高岡貨物 - 隅田川の紙輸送用。
53
（不　明）
54 - 64
中央通運所有。 ※高岡貨物 - 隅田川の紙輸送用。
65 - 67
日本通運所有。 ※規格外ハローマーク（高さ、2591mm = H ・  = G ）付き、総重量、6.8 t 鉄道と内航船兼用コンテナ。対二方向（両側）開き。
68 ・ 69
（不　明）
70
日本通運所有。 ※規格外ハローマーク（高さ、2591mm = H ・  = G ）付き、総重量、6.8 t 鉄道と内航船兼用コンテナ。対二方向（両側）開き。
71 - 73
（不　明）
74
日本通運所有。 ※規格外ハローマーク（高さ、2591mm = H ・  = G ）付き、総重量、6.8 t 鉄道と内航船兼用コンテナ。対二方向（両側）開き。
75 - 87
（不　明）
88
日本通運所有。 ※規格外ハローマーク（高さ、2591mm = H ・  = G ）付き、総重量、6.8 t 鉄道と内航船兼用コンテナ。対二方向（両側）開き。
89 - 91
（不　明）
92
日本通運所有。 ※規格外ハローマーク（高さ、2591mm = H ・  = G ）付き、総重量、6.8 t 鉄道と内航船兼用コンテナ。対二方向（両側）開き。
93 ・ 94
（不　明）
95 - 97
日本通運所有。 ※規格外ハローマーク（高さ、2591mm = H ・  = G ）付き、総重量、6.8 t 鉄道と内航船兼用コンテナ。対二方向（両側）開き。
98 - 106
（不　明）
107 ・ 108
日本通運所有。 ※規格外ハローマーク（高さ、2591mm = H ・  = G ）付き、総重量、6.8 t 鉄道と内航船兼用コンテナ。対二方向（両側）開き。
109
（不　明）
110 ・ 111
日本通運所有。 ※規格外ハローマーク（高さ、2591mm = H ・  = G ）付き、総重量、6.8 t 鉄道と内航船兼用コンテナ。対二方向（両側）開き。

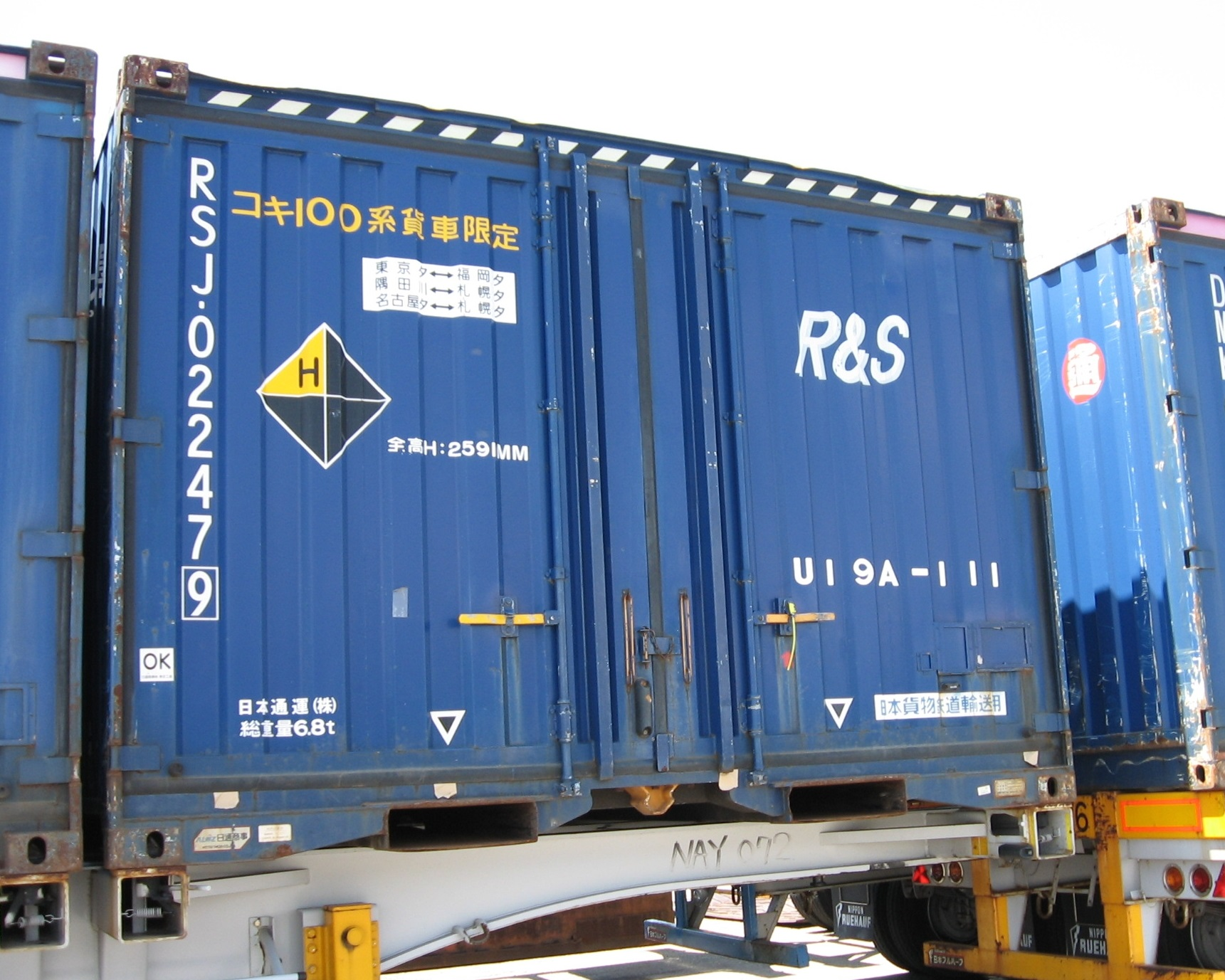
U19A-111 日本通運所有。

112 - 124
（不　明）
125 ・ 126
日本通運所有。 ※規格外ハローマーク（高さ、2591mm = H ・  = G ）付き、総重量、6.8 t 鉄道と内航船兼用コンテナ。対二方向（両側）開き。
127
（不　明）
128
日本通運所有。 ※規格外ハローマーク（高さ、2591mm = H ・  = G ）付き、総重量、6.8 t 鉄道と内航船兼用コンテナ。対二方向（両側）開き。
129
（不　明）
130
日本通運所有。 ※規格外ハローマーク（高さ、2591mm = H ・  = G ）付き、総重量、6.8 t 鉄道と内航船兼用コンテナ。対二方向（両側）開き。
131 - 134
（不　明）
135 - 137
日本通運所有。 ※規格外ハローマーク（高さ、2591mm = H ・  = G ）付き、総重量、6.8 t 鉄道と内航船兼用コンテナ。対二方向（両側）開き。
138
（不　明）
139
日本通運所有。 ※規格外ハローマーク（高さ、2591mm = H ・  = G ）付き、総重量、6.8 t 鉄道と内航船兼用コンテナ。対二方向（両側）開き。
140 - 143
所有者不明
144 ・ 145
日本通運所有。 ※規格外ハローマーク（高さ、2591mm = H ・  = G ）付き、総重量、6.8 t 鉄道と内航船兼用コンテナ。対二方向（両側）開き。
146
（不　明）
147
日本通運所有。 ※規格外ハローマーク（高さ、2591mm = H ・  = G ）付き、総重量、6.8 t 鉄道と内航船兼用コンテナ。対二方向（両側）開き。
148 ・ 149
（不　明）
150
日本通運所有。 ※規格外ハローマーク（高さ、2591mm = H ・  = G ）付き、総重量、6.8 t 鉄道と内航船兼用コンテナ。対二方向（両側）開き。
151
（不　明）
152 ・ 153
日本通運所有。 ※規格外ハローマーク（高さ、2591mm = H ・  = G ）付き、総重量、6.8 t 鉄道と内航船兼用コンテナ。対二方向（両側）開き。
154 ・ 155
（不　明）
156
日本通運所有。 ※規格外ハローマーク（高さ、2591mm = H ・  = G ）付き、総重量、6.8 t 鉄道と内航船兼用コンテナ。対二方向（両側）開き。
157 - 167
（不　明）
168
日本通運所有。 ※規格外ハローマーク（高さ、2591mm = H ・  = G ）付き、総重量、6.8 t 鉄道と内航船兼用コンテナ。対二方向（両側）開き。
169 - 171
（不　明）
172
日本通運所有。 ※規格外ハローマーク（高さ、2591mm = H ・  = G ）付き、総重量、6.8 t 鉄道と内航船兼用コンテナ。対二方向（両側）開き。
173 - 175
（不　明）
176
日本通運所有。 ※規格外ハローマーク（高さ、2591mm = H ・  = G ）付き、総重量、6.8 t 鉄道と内航船兼用コンテナ。対二方向（両側）開き。
177 - 180
（不　明）
181
日本通運所有。 ※規格外ハローマーク（高さ、2591mm = H ・  = G ）付き、総重量、6.8 t 鉄道と内航船兼用コンテナ。対二方向（両側）開き。
182 ・ 183
（不　明）
184
日本通運所有。 ※規格外ハローマーク（高さ、2591mm = H ・  = G ）付き、総重量、6.8 t 鉄道と内航船兼用コンテナ。対二方向（両側）開き。
185
（不　明）
186
日本通運所有。 ※規格外ハローマーク（高さ、2591mm = H ・  = G ）付き、総重量、6.8 t 鉄道と内航船兼用コンテナ。対二方向（両側）開き。

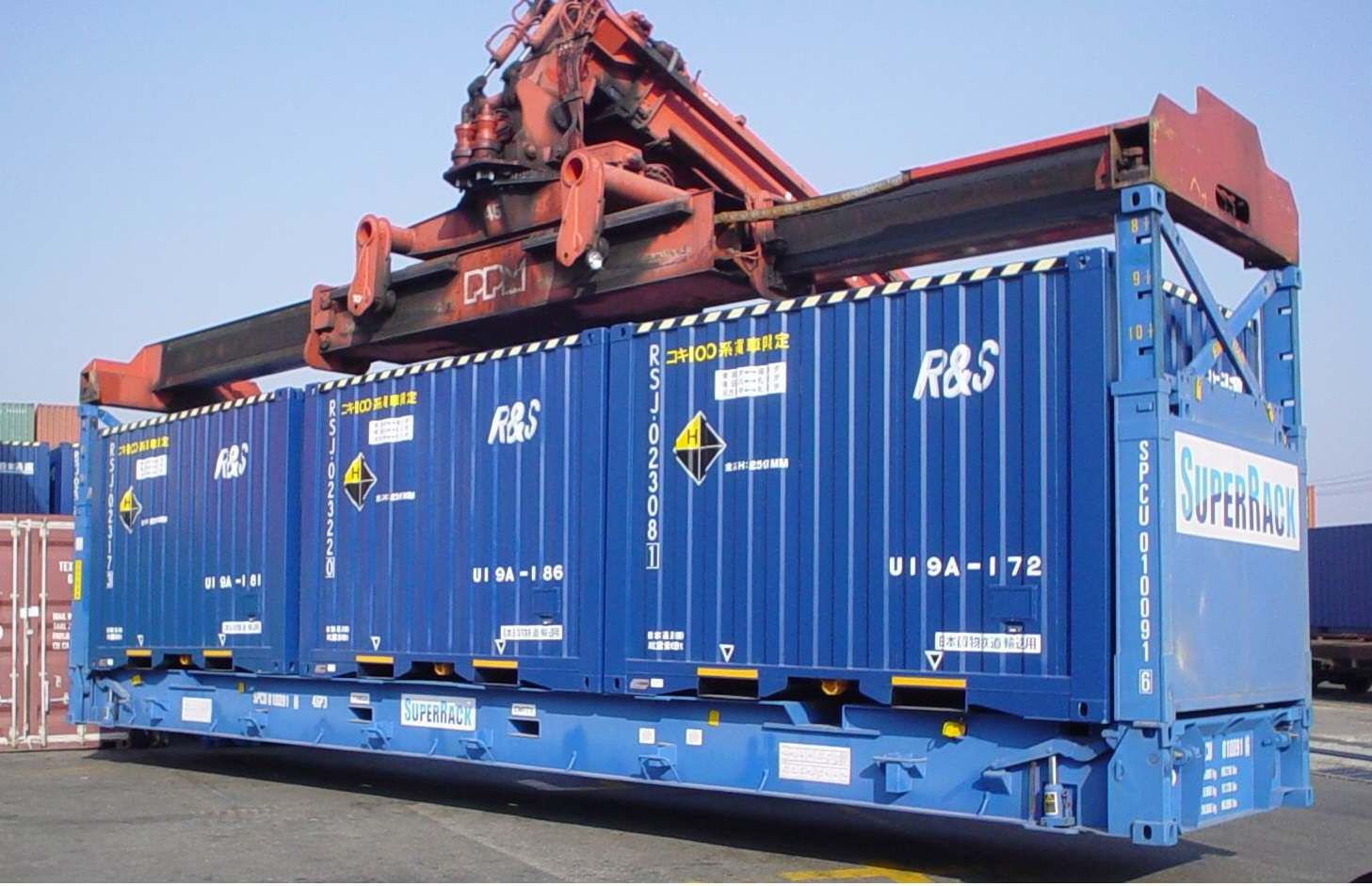
U19A-186 伸長式ハイト・フラット・ラック・コンテナを使って、大量に韓国より輸入された日通の12ft形、鉄道と内航船兼用コンテナ。

187 - 194
（不　明）
195
日本通運所有。 ※規格外ハローマーク（高さ、2591mm = H ・  = G ）付き、総重量、6.8 t 鉄道と内航船兼用コンテナ。対二方向（両側）開き。
196 - 211
（不　明）

### 212番台 - 399番台まで
212
日本通運所有。 ※規格外ハローマーク（高さ、2591mm = H ・  = G ）付き、総重量、6.8 t 鉄道と内航船兼用コンテナ。対二方向（両側）開き。
213
（不　明）
214
日本通運所有。 ※規格外ハローマーク（高さ、2591mm = H ・  = G ）付き、総重量、6.8 t 鉄道と内航船兼用コンテナ。対二方向（両側）開き。
215 - 226
（不　明）
227
日本通運所有。 ※規格外ハローマーク（高さ、2591mm = H ・  = G ）付き、総重量、6.8 t 鉄道と内航船兼用コンテナ。対二方向（両側）開き。
228 - 233
（不　明）
234
日本通運所有。 ※規格外ハローマーク（高さ、2591mm = H ・  = G ）付き、総重量、6.8 t 鉄道と内航船兼用コンテナ。対二方向（両側）開き。
235 - 239
（不　明）
240
日本通運所有。 ※規格外ハローマーク（高さ、2591mm = H ・  = G ）付き、総重量、6.8 t 鉄道と内航船兼用コンテナ。対二方向（両側）開き。
241 - 248
（不　明）
249
日本通運所有。 ※規格外ハローマーク（高さ、2591mm = H ・  = G ）付き、総重量、6.8 t 鉄道と内航船兼用コンテナ。対二方向（両側）開き。
250
（不　明）
251
日本通運所有。 ※規格外ハローマーク（高さ、2591mm = H ・  = G ）付き、総重量、6.8 t 鉄道と内航船兼用コンテナ。対二方向（両側）開き。
252 ・ 253
（不　明）
254
日本通運所有。 ※規格外ハローマーク（高さ、2591mm = H ・  = G ）付き、総重量、6.8 t 鉄道と内航船兼用コンテナ。対二方向（両側）開き。
255 - 265
（不　明）
266 ・ 267
日本通運所有。 ※規格外ハローマーク（高さ、2591mm = H ・  = G ）付き、総重量、6.8 t 鉄道と内航船兼用コンテナ。対二方向（両側）開き。
268 - 271
（不　明）
272
日本通運所有。 ※規格外ハローマーク（高さ、2591mm = H ・  = G ）付き、総重量、6.8 t 鉄道と内航船兼用コンテナ。対二方向（両側）開き。
273 - 289
（不　明）
290
日本通運所有。 ※規格外ハローマーク（高さ、2591mm = H ・  = G ）付き、総重量、6.8 t 鉄道と内航船兼用コンテナ。対二方向（両側）開き。
291 - 294
（不　明）
295
日本通運所有。 ※規格外ハローマーク（高さ、2591mm = H ・  = G ）付き、総重量、6.8 t 鉄道と内航船兼用コンテナ。対二方向（両側）開き。
296 - 302
（不　明）
303
日本通運所有。 ※規格外ハローマーク（高さ、2591mm = H ・  = G ）付き、総重量、6.8 t 鉄道と内航船兼用コンテナ。対二方向（両側）開き。
304 - 311
（不　明）
312
日本通運所有。 ※規格外ハローマーク（高さ、2591mm = H ・  = G ）付き、総重量、6.8 t 鉄道と内航船兼用コンテナ。対二方向（両側）開き。
313 - 316
（不　明）
317
日本通運所有。 ※規格外ハローマーク（高さ、2591mm = H ・  = G ）付き、総重量、6.8 t 鉄道と内航船兼用コンテナ。対二方向（両側）開き。
318 - 322
（不　明）
323
日本通運所有。 ※規格外ハローマーク（高さ、2591mm = H ・  = G ）付き、総重量、6.8 t 鉄道と内航船兼用コンテナ。対二方向（両側）開き。
324
（不　明）
325
日本通運所有。 ※規格外ハローマーク（高さ、2591mm = H ・  = G ）付き、総重量、6.8 t 鉄道と内航船兼用コンテナ。対二方向（両側）開き。
326 - 332
（不　明）
333
日本通運所有。 ※規格外ハローマーク（高さ、2591mm = H ・  = G ）付き、総重量、6.8 t 鉄道と内航船兼用コンテナ。対二方向（両側）開き。
334 - 346
（不　明）
347
日本通運所有。 ※規格外ハローマーク（高さ、2591mm = H ・  = G ）付き、総重量、6.8 t 鉄道と内航船兼用コンテナ。対二方向（両側）開き。
348 - 353
（不　明）
354
日本通運所有。 ※規格外ハローマーク（高さ、2591mm = H ・  = G ）付き、総重量、6.8 t 鉄道と内航船兼用コンテナ。対二方向（両側）開き。
355 - 368
（不　明）
369
日本通運所有。 ※規格外ハローマーク（高さ、2591mm = H ・  = G ）付き、総重量、6.8 t 鉄道と内航船兼用コンテナ。対二方向（両側）開き。
370 - 382
（不　明）
383
日本通運所有。 ※規格外ハローマーク（高さ、2591mm = H ・  = G ）付き、総重量、6.8 t 鉄道と内航船兼用コンテナ。対二方向（両側）開き。
384 - 386
（不　明）
387
日本通運所有。 ※規格外ハローマーク（高さ、2591mm = H ・  = G ）付き、総重量、6.8 t 鉄道と内航船兼用コンテナ。対二方向（両側）開き。
388 - 396
（不　明）
397
日本通運所有。 ※規格外ハローマーク（高さ、2591mm = H ・  = G ）付き、総重量、6.8 t 鉄道と内航船兼用コンテナ。対二方向（両側）開き。
398 ・ 399
（不　明）

### 400番台 - 599番台まで
400 ・ 401【２個】
日本通運所有。 ※規格外ハローマーク（高さ、2591mm = H ・  = G ）付き、総重量、6.8 t 鉄道と内航船兼用コンテナ。対二方向（両側）開き。
402 〜 407
（不　明）
408
日本通運所有。 ※規格外ハローマーク（高さ、2591mm = H ・  = G ）付き、総重量、6.8 t 鉄道と内航船兼用コンテナ。対二方向（両側）開き。
409 〜 413
（不　明）
414
日本通運所有。 ※規格外ハローマーク（高さ、2591mm = H ・  = G ）付き、総重量、6.8 t 鉄道と内航船兼用コンテナ。対二方向（両側）開き。
415 〜 429
（不　明）
430
日本通運所有。 ※規格外ハローマーク（高さ、2591mm = H ・  = G ）付き、総重量、6.8 t 鉄道と内航船兼用コンテナ。対二方向（両側）開き。
431 〜 442
（不　明）
443 ・ 444【２個】
日本通運所有。 ※規格外ハローマーク（高さ、2591mm = H ・  = G ）付き、総重量、6.8 t 鉄道と内航船兼用コンテナ。対二方向（両側）開き。
445 ・ 446
（不　明）
447 ・ 448【２個】
日本通運所有。 ※規格外ハローマーク（高さ、2591mm = H ・  = G ）付き、総重量、6.8 t 鉄道と内航船兼用コンテナ。対二方向（両側）開き。
449 ・ 450
（不　明）
451 〜 453【３個】
日本通運所有。 ※規格外ハローマーク（高さ、2591mm = H ・  = G ）付き、総重量、6.8 t 鉄道と内航船兼用コンテナ。対二方向（両側）開き。
454 〜 457
（不　明）
458
日本通運所有。 ※規格外ハローマーク（高さ、2591mm = H ・  = G ）付き、総重量、6.8 t 鉄道と内航船兼用コンテナ。対二方向（両側）開き。
459 〜 465
（不　明）
466
日本通運所有。 ※規格外ハローマーク（高さ、2591mm = H ・  = G ）付き、総重量、6.8 t 鉄道と内航船兼用コンテナ。対二方向（両側）開き。
467
（不　明）
468 ・ 469【２個】
日本通運所有。 ※規格外ハローマーク（高さ、2591mm = H ・  = G ）付き、総重量、6.8 t 鉄道と内航船兼用コンテナ。対二方向（両側）開き。
470
（不　明）
471 〜 474【４個】
日本通運所有。 ※規格外ハローマーク（高さ、2591mm = H ・  = G ）付き、総重量、6.8 t 鉄道と内航船兼用コンテナ。対二方向（両側）開き。
475 〜 480
（不　明）
481
日本通運所有。 ※規格外ハローマーク（高さ、2591mm = H ・  = G ）付き、総重量、6.8 t 鉄道と内航船兼用コンテナ。対二方向（両側）開き。
482 〜 486
（不　明）
487
日本通運所有。 ※規格外ハローマーク（高さ、2591mm = H ・  = G ）付き、総重量、6.8 t 鉄道と内航船兼用コンテナ。対二方向（両側）開き。
488 〜 492
（不　明）
493 ・ 494【２個】
日本通運所有。 ※規格外ハローマーク（高さ、2591mm = H ・  = G ）付き、総重量、6.8 t 鉄道と内航船兼用コンテナ。対二方向（両側）開き。
495 ・ 496
（不　明）
497 ・ 498【２個】
日本通運所有。 ※規格外ハローマーク（高さ、2591mm = H ・  = G ）付き、総重量、6.8 t 鉄道と内航船兼用コンテナ。対二方向（両側）開き。
499 ・ 500
（不　明）
501
日本通運所有。 ※規格外ハローマーク（高さ、2591mm = H ・  = G ）付き、総重量、6.8 t 鉄道と内航船兼用コンテナ。対二方向（両側）開き。
502 ・ 503
（不　明）
504
日本通運所有。 ※規格外ハローマーク（高さ、2591mm = H ・  = G ）付き、総重量、6.8 t 鉄道と内航船兼用コンテナ。対二方向（両側）開き。
505 ・ 506
（不　明）
507
日本通運所有。 ※規格外ハローマーク（高さ、2591mm = H ・  = G ）付き、総重量、6.8 t 鉄道と内航船兼用コンテナ。対二方向（両側）開き。
508
（不　明）
509
日本通運所有。 ※規格外ハローマーク（高さ、2591mm = H ・  = G ）付き、総重量、6.8 t 鉄道と内航船兼用コンテナ。対二方向（両側）開き。
510
（不　明）
511
日本通運所有。 ※規格外ハローマーク（高さ、2591mm = H ・  = G ）付き、総重量、6.8 t 鉄道と内航船兼用コンテナ。対二方向（両側）開き。
512
（不　明）
513
日本通運所有。 ※規格外ハローマーク（高さ、2591mm = H ・  = G ）付き、総重量、6.8 t 鉄道と内航船兼用コンテナ。対二方向（両側）開き。
514
（不　明）
515
日本通運所有。 ※規格外ハローマーク（高さ、2591mm = H ・  = G ）付き、総重量、6.8 t 鉄道と内航船兼用コンテナ。対二方向（両側）開き。
516 ・ 517
（不　明）
518
日本通運所有。 ※規格外ハローマーク（高さ、2591mm = H ・  = G ）付き、総重量、6.8 t 鉄道と内航船兼用コンテナ。対二方向（両側）開き。
519
（不　明）
520 ・ 521
日本通運所有。 ※規格外ハローマーク（高さ、2591mm = H ・  = G ）付き、総重量、6.8 t 鉄道と内航船兼用コンテナ。対二方向（両側）開き。
522 ・ 523
（不　明）
524 - 529
日本通運所有。 ※規格外ハローマーク（高さ、2591mm = H ・  = G ）付き、総重量、6.8 t 鉄道と内航船兼用コンテナ。対二方向（両側）開き。
530
（不　明）
531
日本通運所有。 ※規格外ハローマーク（高さ、2591mm = H ・  = G ）付き、総重量、6.8 t 鉄道と内航船兼用コンテナ。対二方向（両側）開き。
532
（不　明）
533 ・ 534
日本通運所有。 ※規格外ハローマーク（高さ、2591mm = H ・  = G ）付き、総重量、6.8 t 鉄道と内航船兼用コンテナ。対二方向（両側）開き。
535 〜 554【20個】
中央通運所有。総重量6.8 t。対二方向（両側）開き。2003年12月から中央通運(株)で集荷を開始した平判紙輸送は、高岡貨物 ～ 隅田川駅間で日発6～7個の発送がった。中央通運は紙輸送の荷痛み防止対策として、ラッシングコンテナ仕様の板紙輸送専用として導入した。

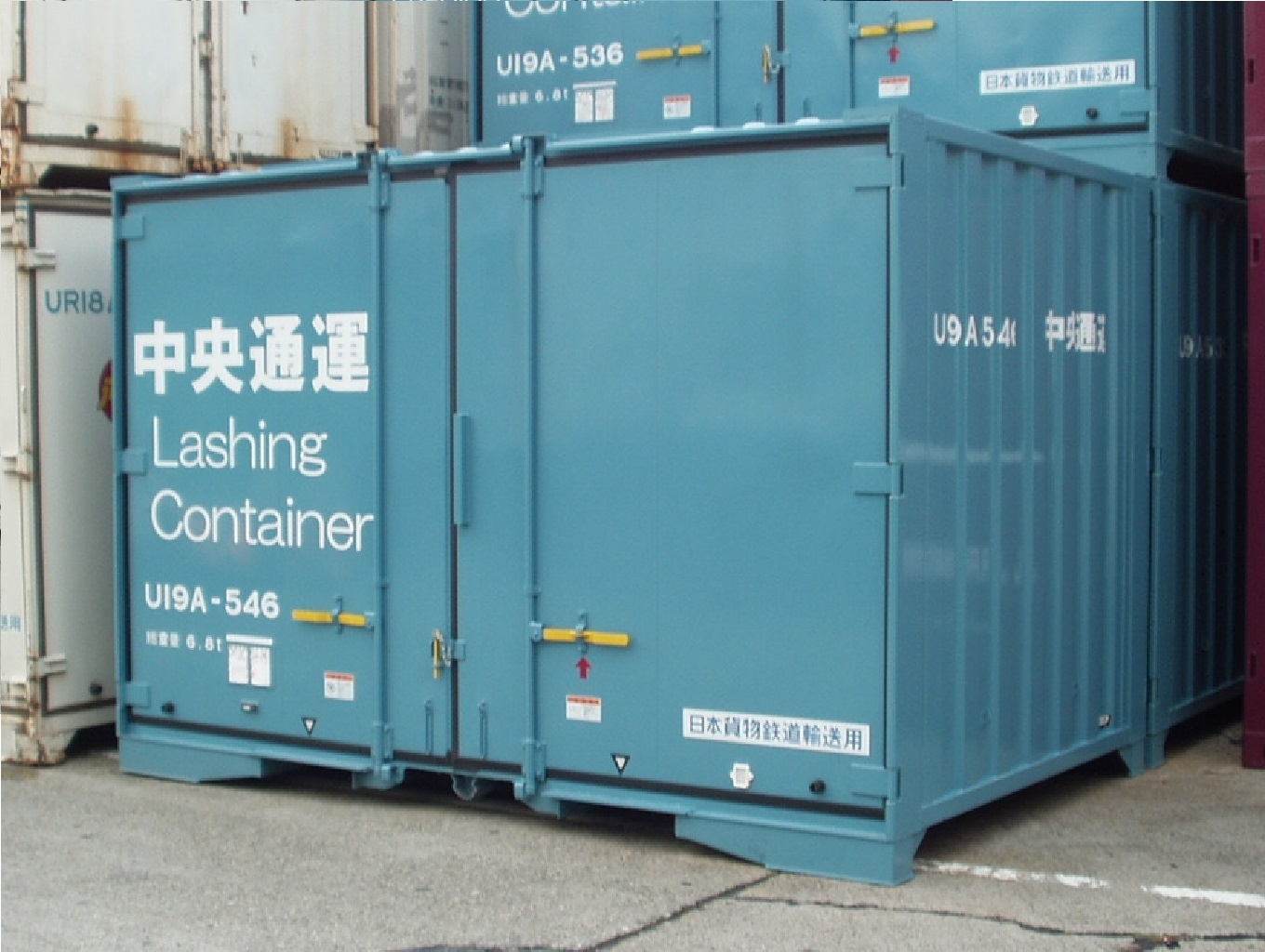
U19A-546 中央通運所有。

555 ・ 556
（不　明）
557
日本通運所有。 ※規格外ハローマーク（高さ、2591mm = H ・ 総重量、7.0 t = G ）付き、鉄道と内航船兼用コンテナ。対二方向（前側 = F ・ 後側 = R 表記あり）開き。
558
（不　明）
559
日本通運所有。 ※規格外ハローマーク（高さ、2591mm = H ・ 総重量、7.0 t = G ）付き、鉄道と内航船兼用コンテナ。対二方向（前側 = F ・ 後側 = R 表記あり）開き。; 562 - ; 560 〜 562
（不　明）
563
日本通運所有。 ※規格外ハローマーク（高さ、2591mm = H ・ 総重量、7.0 t = G ）付き、鉄道と内航船兼用コンテナ。対二方向（前側 = F ・ 後側 = R 表記あり）開き。
564
（不　明）
565
日本通運所有。 ※規格外ハローマーク（高さ、2591mm = H ・ 総重量、7.0 t = G ）付き、鉄道と内航船兼用コンテナ。対二方向（前側 = F ・ 後側 = R 表記あり）開き。
566 〜 570
（不　明）
571
日本通運所有。 ※規格外ハローマーク（高さ、2591mm = H ・ 総重量、7.0 t = G ）付き、鉄道と内航船兼用コンテナ。対二方向（前側 = F ・ 後側 = R 表記あり）開き。
572 〜 585
（不　明）
586
日本通運所有。 ※規格外ハローマーク（高さ、2591mm = H ・ 総重量、7.0 t = G ）付き、鉄道と内航船兼用コンテナ。対二方向（前側 = F ・ 後側 = R 表記あり）開き。
587 〜 599
（不　明）

### 600番台 - 800番台まで
600 ・ 601
日本通運所有。 ※規格外ハローマーク（高さ、2591mm = H ・ 総重量、7.0 t = G ）付き、鉄道と内航船兼用コンテナ。対二方向（前側 = F ・ 後側 = R 表記あり）開き。
602
（不　明）
603
日本通運所有。 ※規格外ハローマーク（高さ、2591mm = H ・ 総重量、7.0 t = G ）付き、鉄道と内航船兼用コンテナ。対二方向（前側 = F ・ 後側 = R 表記あり）開き。
604
（不　明）
605
日本通運所有。 ※規格外ハローマーク（高さ、2591mm = H ・ 総重量、7.0 t = G ）付き、鉄道と内航船兼用コンテナ。対二方向（前側 = F ・ 後側 = R 表記あり）開き。
606 - 607
（不　明）
608
日本通運所有。 ※規格外ハローマーク（高さ、2591mm = H ・ 総重量、7.0 t = G ）付き、鉄道と内航船兼用コンテナ。対二方向（前側 = F ・ 後側 = R 表記あり）開き。
609 ・ 610
（不　明）
611
日本通運所有。 ※規格外ハローマーク（高さ、2591mm = H ・ 総重量、7.0 t = G ）付き、鉄道と内航船兼用コンテナ。対二方向（前側 = F ・ 後側 = R 表記あり）開き。
612 - 620
（不　明）
621
日本通運所有。 ※規格外ハローマーク（高さ、2591mm = H ・ 総重量、7.0 t = G ）付き、鉄道と内航船兼用コンテナ。対二方向（前側 = F ・ 後側 = R 表記あり）開き。
622 - 632
（不　明）
633
日本通運所有。 ※規格外ハローマーク（高さ、2591mm = H ・ 総重量、7.0 t = G ）付き、鉄道と内航船兼用コンテナ。対二方向（前側 = F ・ 後側 = R 表記あり）開き。
634
（不　明）
635
日本通運所有。 ※規格外ハローマーク（高さ、2591mm = H ・ 総重量、7.0 t = G ）付き、鉄道と内航船兼用コンテナ。対二方向（前側 = F ・ 後側 = R 表記あり）開き。
636 - 642
（不　明）
643
日本通運所有。 ※規格外ハローマーク（高さ、2591mm = H ・ 総重量、7.0 t = G ）付き、鉄道と内航船兼用コンテナ。対二方向（前側 = F ・ 後側 = R 表記あり）開き。
644 - 652
（不　明）
653
日本通運所有。 ※規格外ハローマーク（高さ、2591mm = H ・ 総重量、7.0 t = G ）付き、鉄道と内航船兼用コンテナ。対二方向（前側 = F ・ 後側 = R 表記あり）開き。
654 - 674
（不　明）
675 ・ 676
日本通運所有。 ※規格外ハローマーク（高さ、2591mm = H ・ 総重量、7.0 t = G ）付き、鉄道と内航船兼用コンテナ。対二方向（前側 = F ・ 後側 = R 表記あり）開き。
677 - 679
（不　明）
680
日本通運所有。 ※規格外ハローマーク（高さ、2591mm = H ・ 総重量、7.0 t = G ）付き、鉄道と内航船兼用コンテナ。対二方向（前側 = F ・ 後側 = R 表記あり）開き。
681 - 661
（不　明）
662
日本通運所有。 ※規格外ハローマーク（高さ、2591mm = H ・ 総重量、7.0 t = G ）付き、鉄道と内航船兼用コンテナ。対二方向（前側 = F ・ 後側 = R 表記あり）開き。
663 - 666
（不　明）
667
日本通運所有。 ※規格外ハローマーク（高さ、2591mm = H ・ 総重量、7.0 t = G ）付き、鉄道と内航船兼用コンテナ。対二方向（前側 = F ・ 後側 = R 表記あり）開き。
668 - 681
（不　明）
682 ・ 683
日本通運所有。 ※規格外ハローマーク（高さ、2591mm = H ・ 総重量、7.0 t = G ）付き、鉄道と内航船兼用コンテナ。対二方向（前側 = F ・ 後側 = R 表記あり）開き。
684 - 695
（不　明）
696
日本通運所有。 ※規格外ハローマーク（高さ、2591mm = H ・ 総重量、7.0 t = G ）付き、鉄道と内航船兼用コンテナ。対二方向（前側 = F ・ 後側 = R 表記あり）開き。
697 - 699
（不　明）
700
日本通運所有。 ※規格外ハローマーク（高さ、2591mm = H ・ 総重量、7.0 t = G ）付き、鉄道と内航船兼用コンテナ。対二方向（前側 = F ・ 後側 = R 表記あり）開き。
701 ・ 702
（不　明）
703
日本通運所有。 ※規格外ハローマーク（高さ、2591mm = H ・ 総重量、7.0 t = G ）付き、鉄道と内航船兼用コンテナ。対二方向（前側 = F ・ 後側 = R 表記あり）開き。
704 - 712
（不　明）
713
日本通運所有。 ※規格外ハローマーク（高さ、2591mm = H ・ 総重量、7.0 t = G ）付き、鉄道と内航船兼用コンテナ。対二方向（前側 = F ・ 後側 = R 表記あり）開き。
714 - 716
（不　明）
717
日本通運所有。 ※規格外ハローマーク（高さ、2591mm = H ・ 総重量、7.0 t = G ）付き、鉄道と内航船兼用コンテナ。対二方向（前側 = F ・ 後側 = R 表記あり）開き。
718 ・ 719
（不　明）
720
日本通運所有。 ※規格外ハローマーク（高さ、2591mm = H ・ 総重量、7.0 t = G ）付き、鉄道と内航船兼用コンテナ。対二方向（前側 = F ・ 後側 = R 表記あり）開き。
721 - 725
（不　明）
726
日本通運所有。 ※規格外ハローマーク（高さ、2591mm = H ・ 総重量、7.0 t = G ）付き、鉄道と内航船兼用コンテナ。対二方向（前側 = F ・ 後側 = R 表記あり）開き。

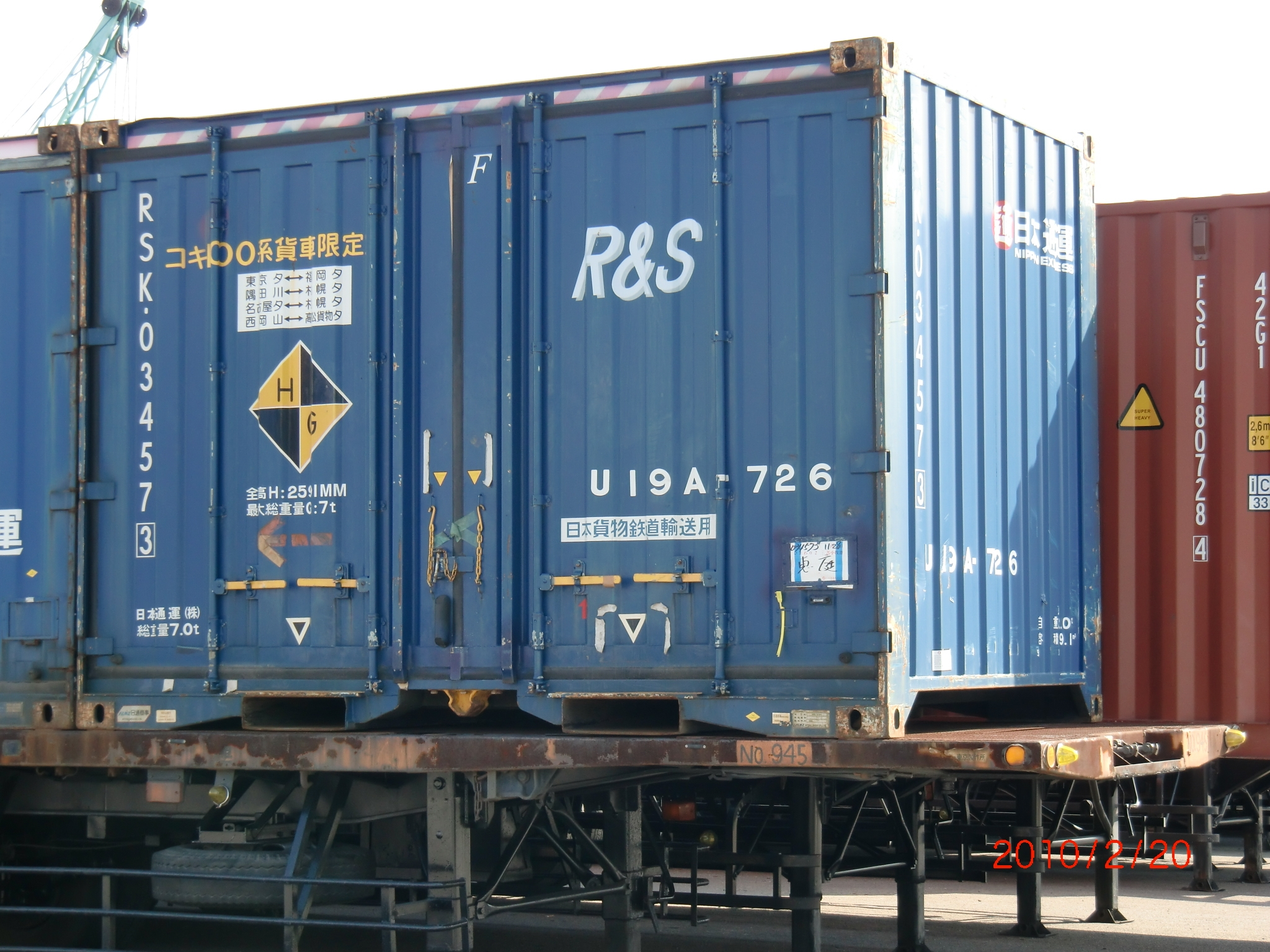
U19A-726 日本通運所有。

727 - 737
（不　明）
738
日本通運所有。 ※規格外ハローマーク（高さ、2591mm = H ・ 総重量、7.0 t = G ）付き、鉄道と内航船兼用コンテナ。対二方向（前側 = F ・ 後側 = R 表記あり）開き。
739 - 741
（不　明）
742
日本通運所有。 ※規格外ハローマーク（高さ、2591mm = H ・ 総重量、7.0 t = G ）付き、鉄道と内航船兼用コンテナ。対二方向（前側 = F ・ 後側 = R 表記あり）開き。
743 - 747
（不　明）
748
日本通運所有。 ※規格外ハローマーク（高さ、2591mm = H ・ 総重量、7.0 t = G ）付き、鉄道と内航船兼用コンテナ。対二方向（前側 = F ・ 後側 = R 表記あり）開き。
749 ・ 750
（不　明）
751 ・ 752
日本通運所有。 ※規格外ハローマーク（高さ、2591mm = H ・ 総重量、7.0 t = G ）付き、鉄道と内航船兼用コンテナ。対二方向（前側 = F ・ 後側 = R 表記あり）開き。
753 - 754
（不　明）
755
中央通運所有。総重量、6.8 t 。対二方向（両側）開き。
756
（不　明）
757 - 759
中央通運所有。総重量、6.8 t 。対二方向（両側）開き。
760
（不　明）
761 - 763
中央通運所有。総重量、6.8 t 。対二方向（両側）開き。
764
（不　明）
765 - 768
中央通運所有。総重量、6.8 t 。対二方向（両側）開き。
769
（不　明）
770
中央通運所有。総重量、6.8 t 。対二方向（両側）開き。
```
; 771
```

（不　明）
772
中央通運所有。総重量、6.8 t 。対二方向（両側）開き。
773
（不　明）
774 - 778
中央通運所有。総重量、6.8 t 。対二方向（両側）開き。
779
（不　明）
780 - 782
中央通運所有。総重量、6.8 t 。対二方向（両側）開き。
783
（不　明）
784
中央通運所有。総重量、6.8 t 。対二方向（両側）開き。
785 - 788
センコー所有。フェリシモ借受。総重量、6.75 t 。片妻・片側Ｌ字二方向開き。
789 - 798
日本通運福岡海運支店所有。総重量、6.8 t 。片妻一方向開き。 ※鉄道と国際航路兼用ISOコンテナ。

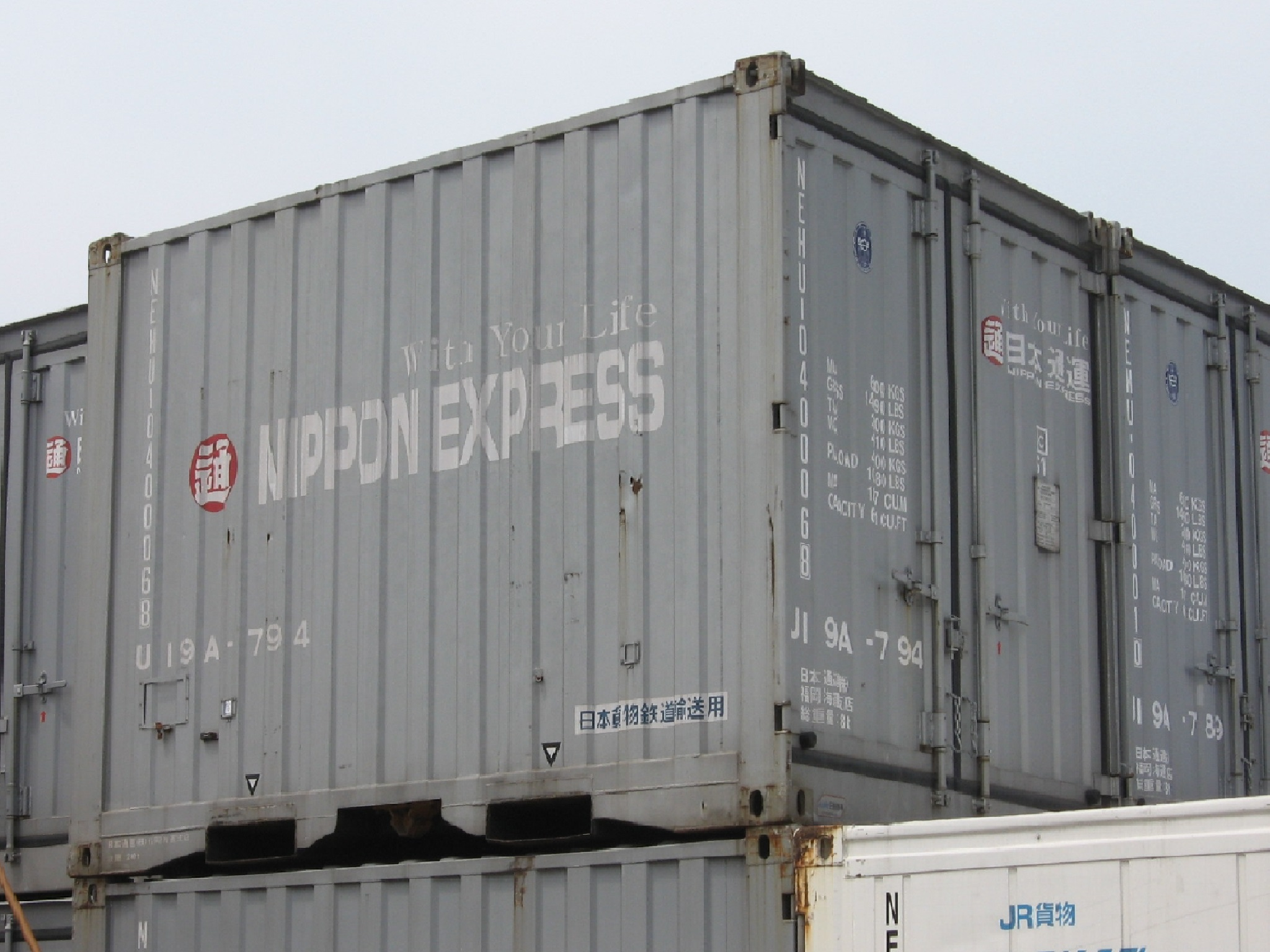
U19A-794 日本通運福岡海運支店所有。

799 ・ 800
センコー所有。フェリシモ借受。総重量、6.75 t 。片妻・片側Ｌ字二方向開き。

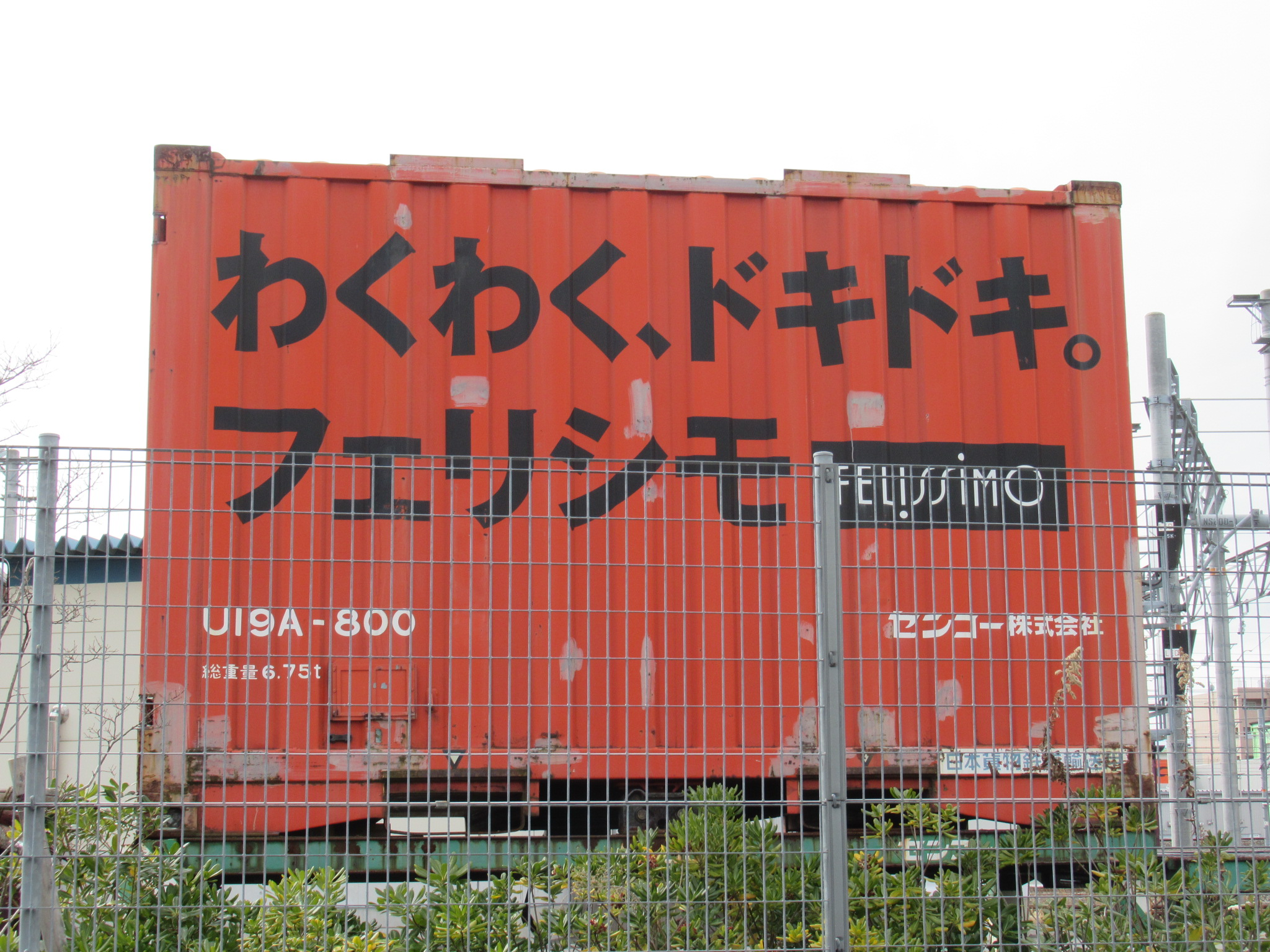
U19A-800 センコー所有。フェリシモ借受。

### 801番台 -
801
日本パープル所有。総重量、6.8 t 。片妻一方向開き。
機密文書を処理する(株)日本パープルは、最終処理までを自社の施設で行うために関西地区で回収した機密文書類を東京の自社施設まで運ぶために2005年6月に、12ft形の私有コンテナとして※廃棄機密書類輸送コンテナを製作した。
802 〜 821【20個】
↓ 中央通運所有。日本郵便借受。総重量、6.65 t 。片妻・片側Ｌ字二方向開き。
日本曹達所有へ変更。

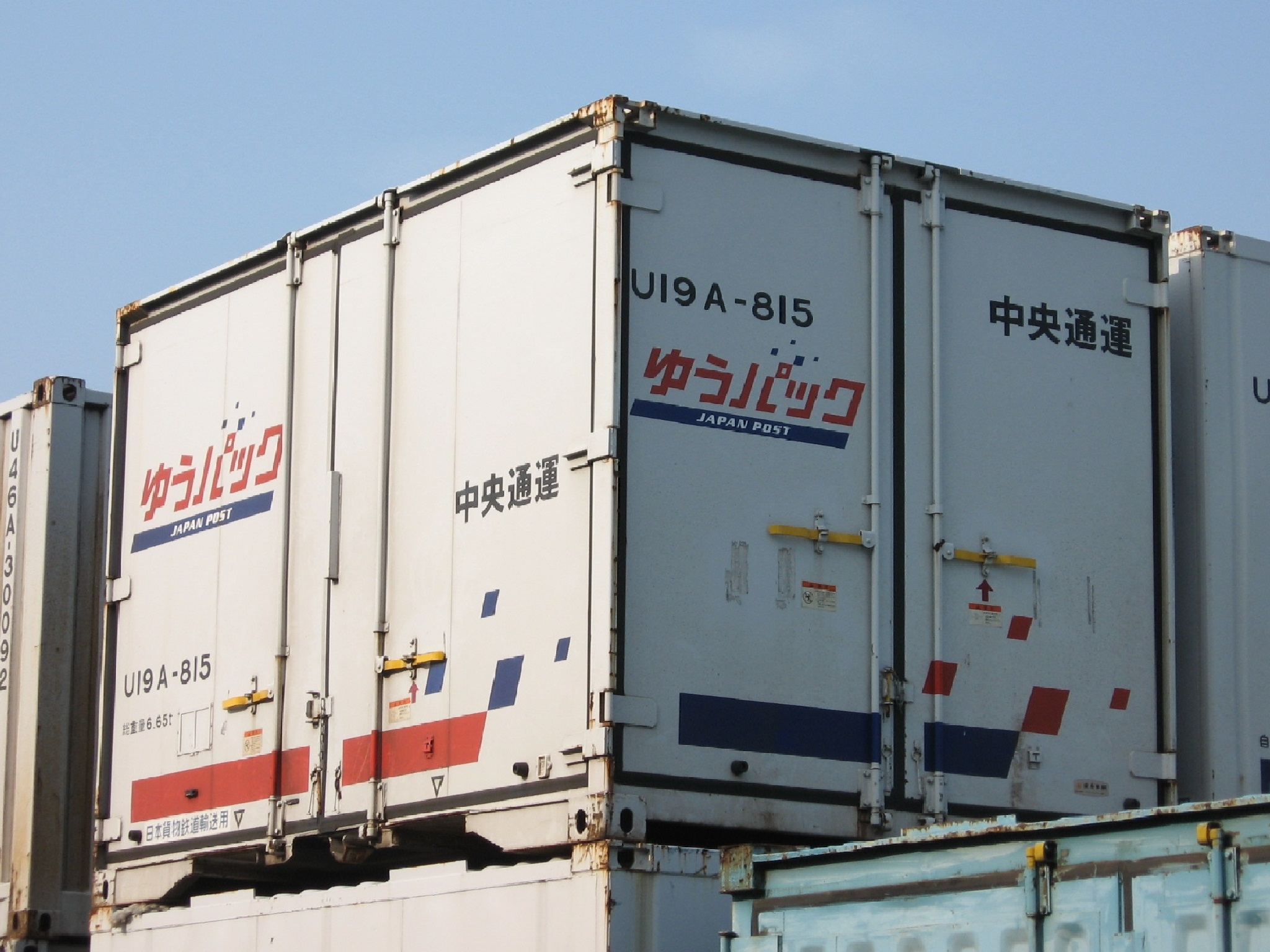
U19A-815 中央通運／日本郵便
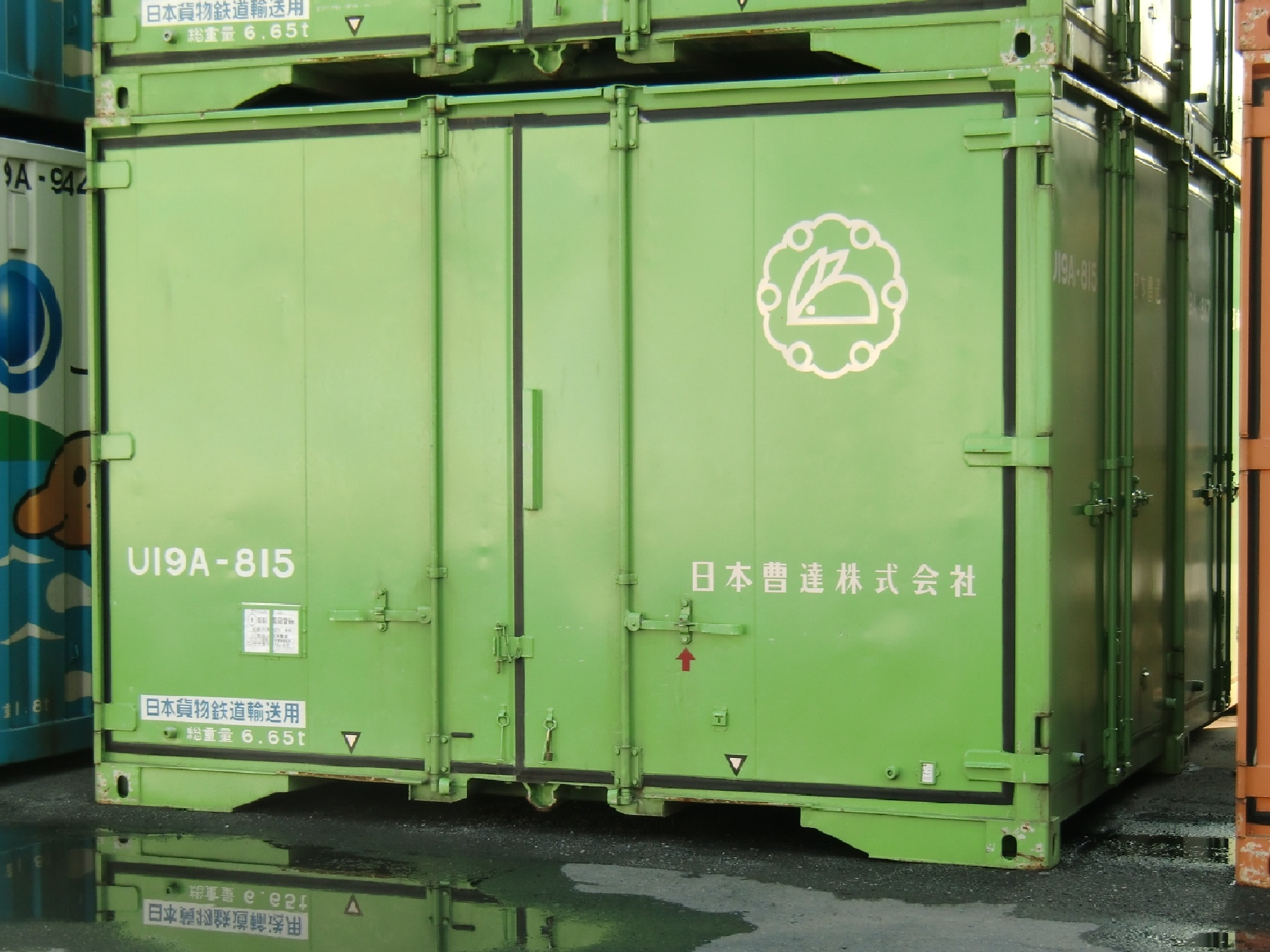
U19A-815 日本曹達所有。
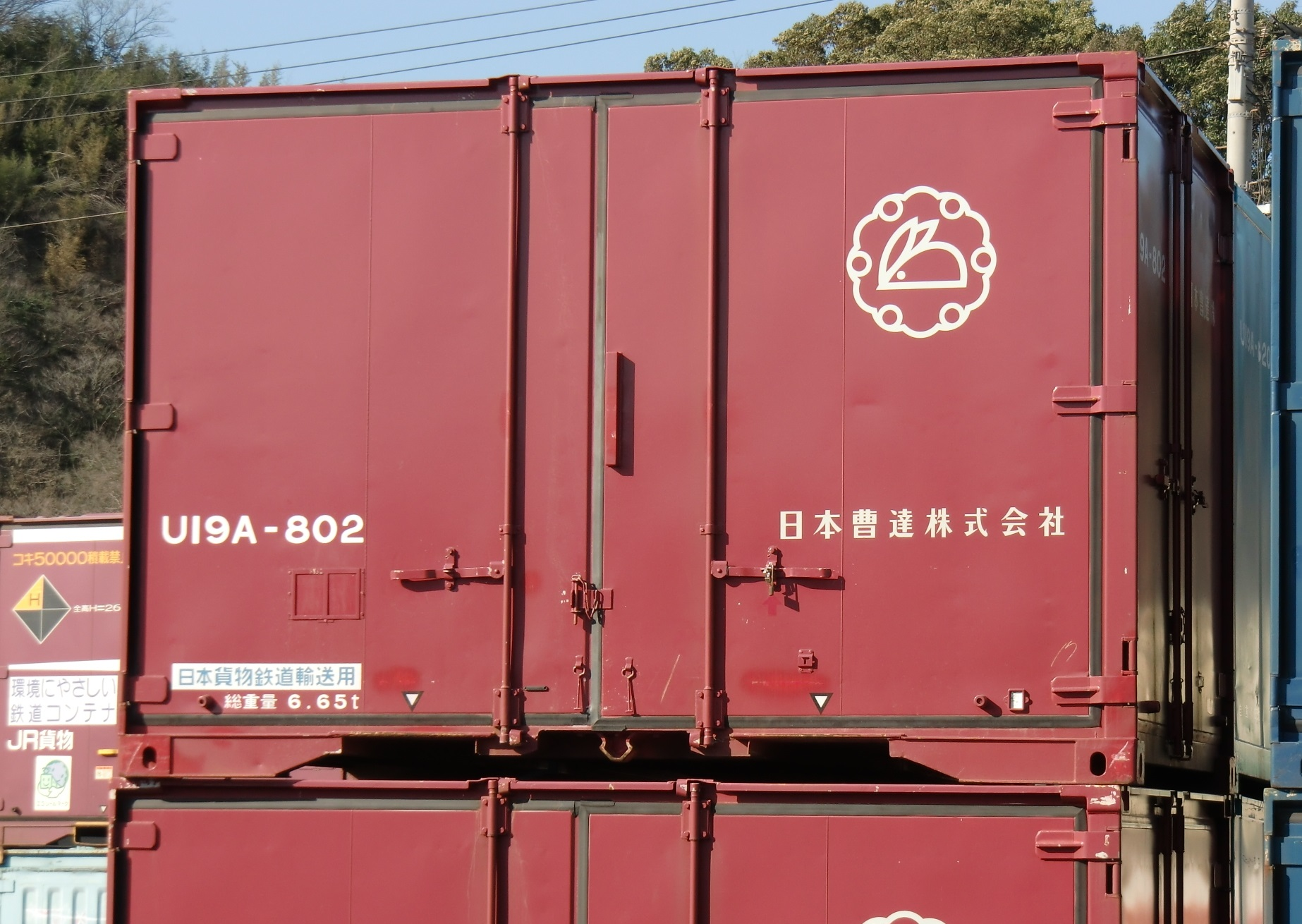
U19A-802 日本曹達所有。
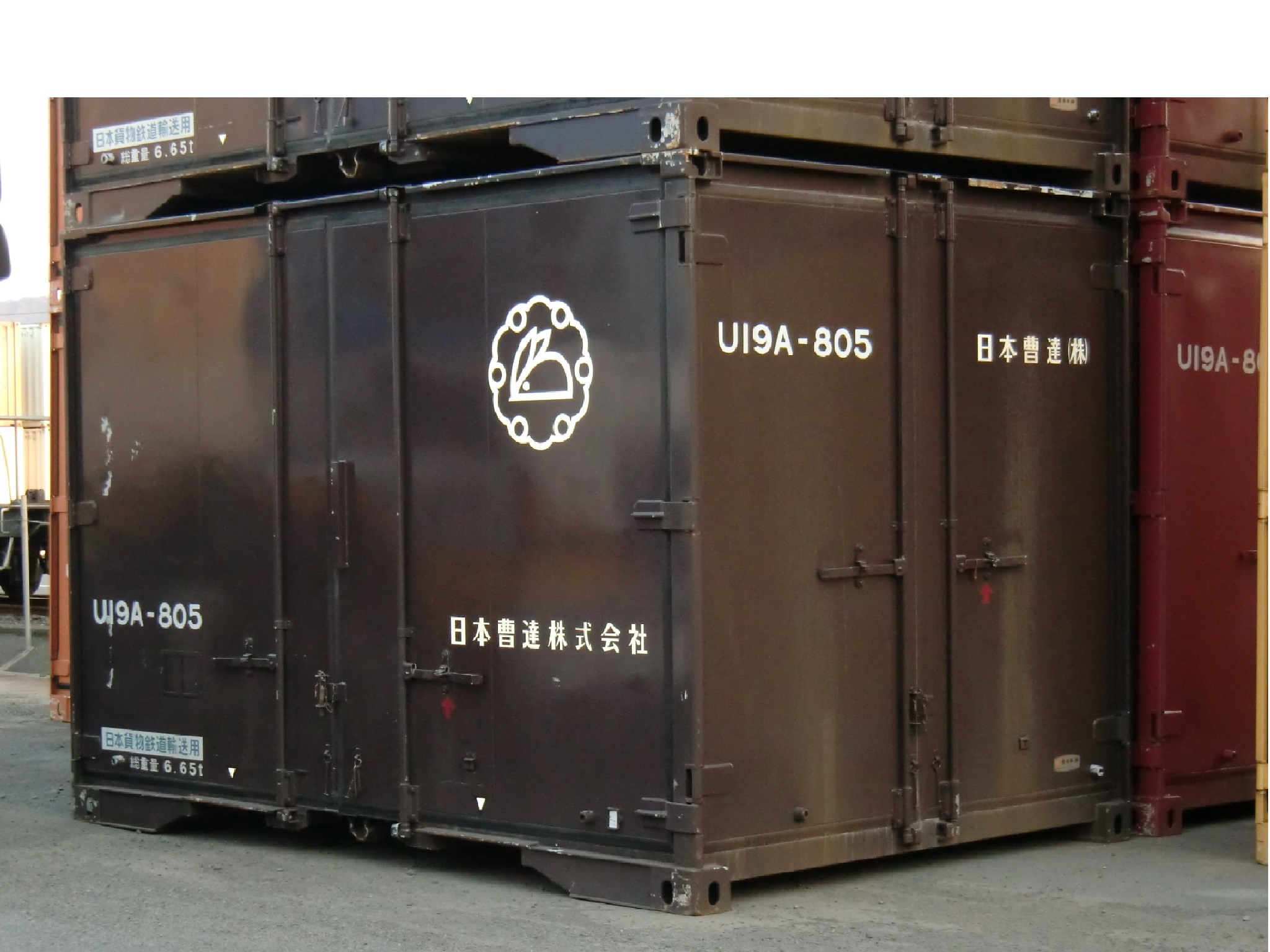
U19A-805 日本曹達所有。
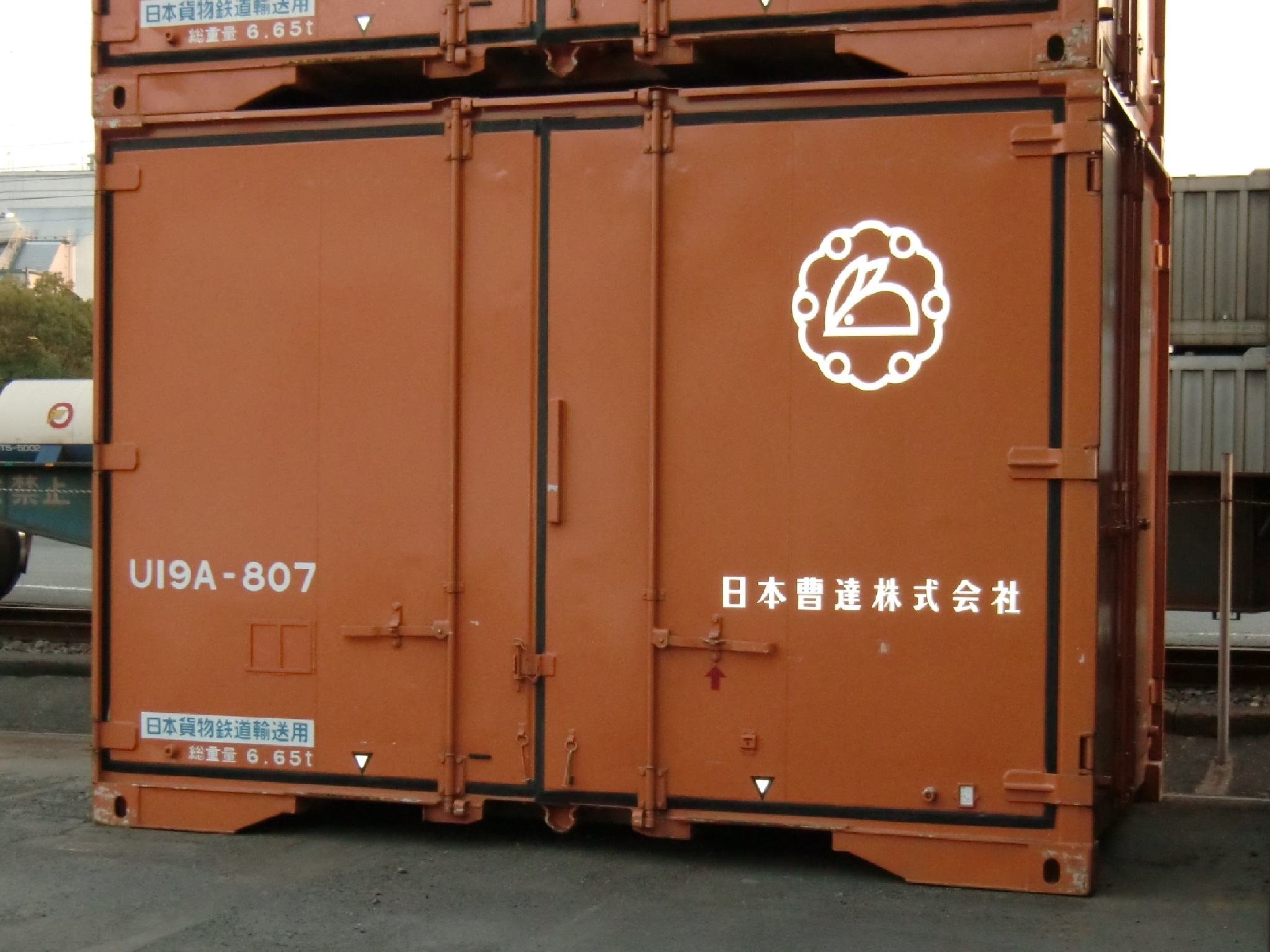
U19A-807 日本曹達所有。
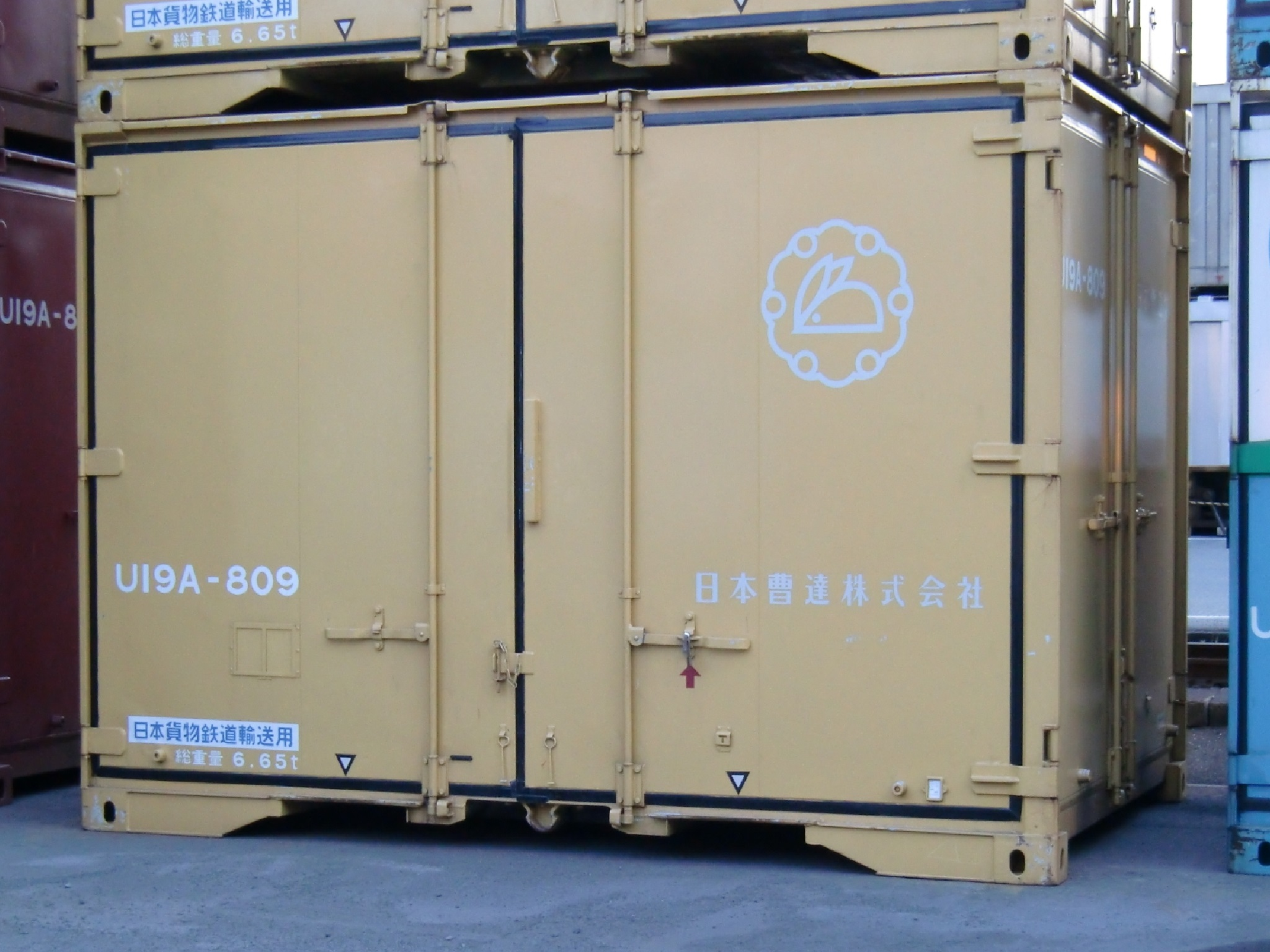
U19A-809 日本曹達所有。
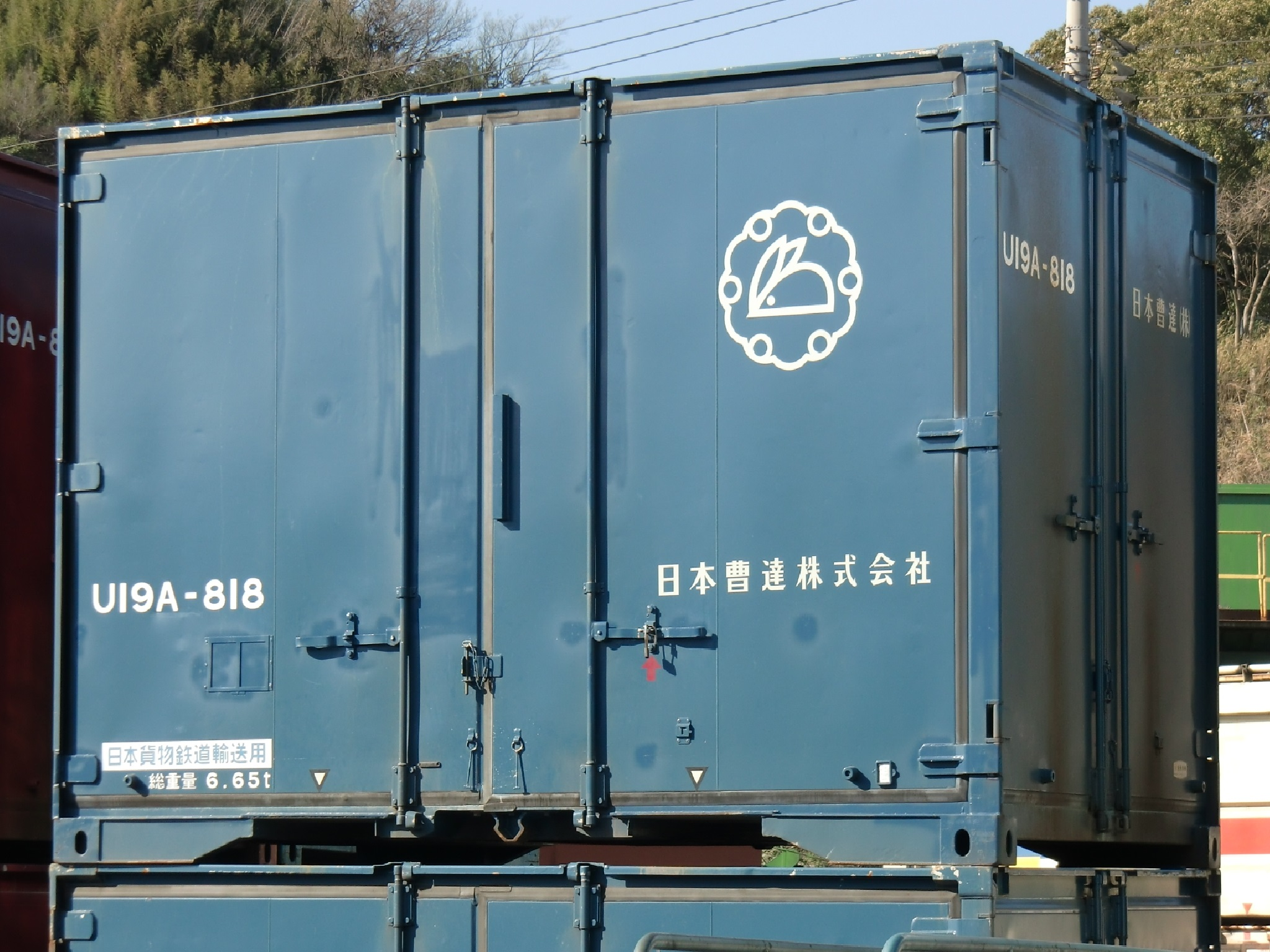
U19A-818 日本曹達所有。

822 〜 824【３個】
↓ 中央通運所有。総重量、6.8 t 。対二方向（両側）開き。
日本曹達所有へ変更。

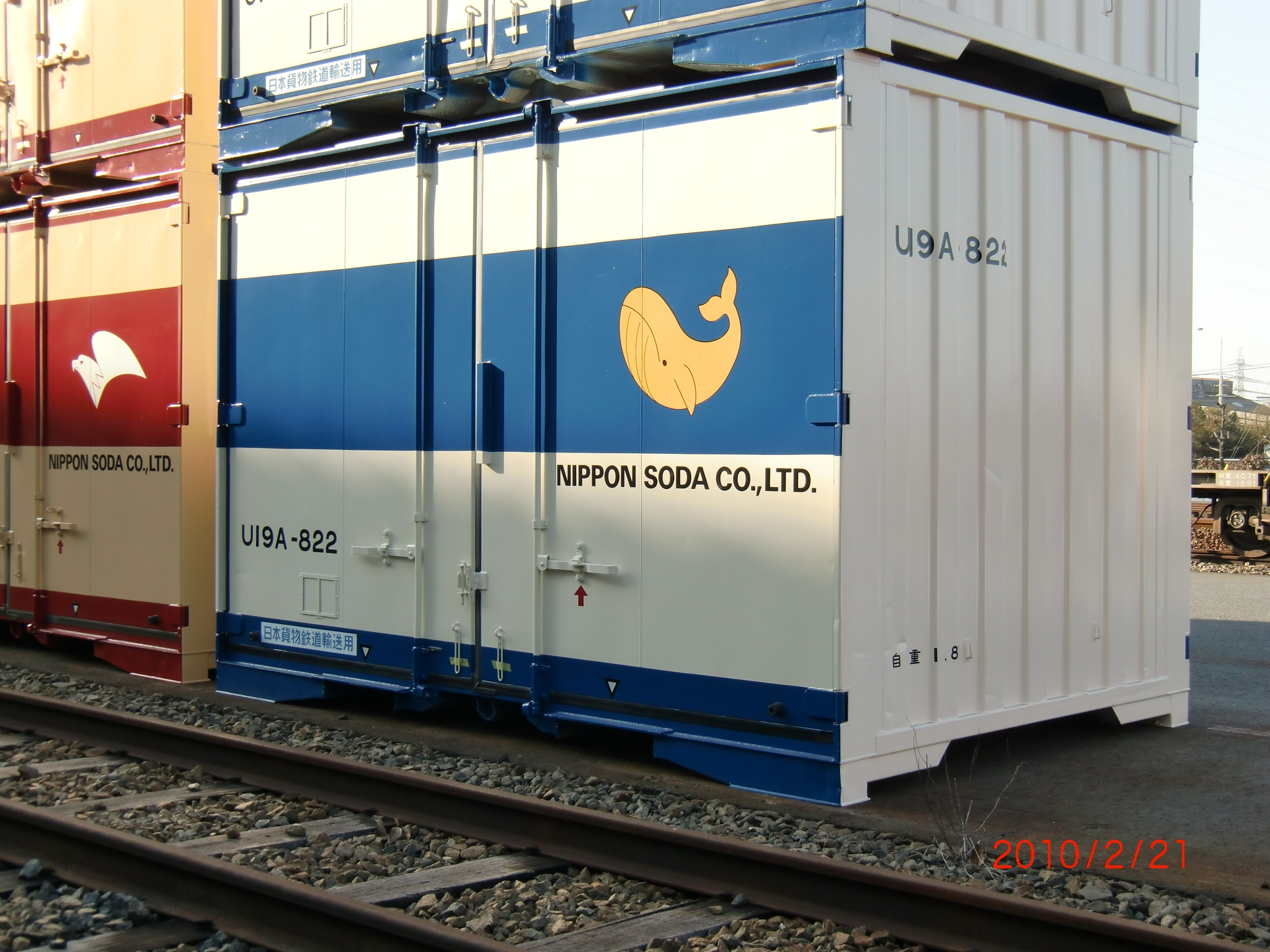
U19A-822 日本曹達所有。

825
（不　明）
826
↓ 中央通運所有。総重量、6.8 t 。対二方向（両側）開き。
日本曹達所有へ変更。
827
（不　明）
828
↓ 中央通運所有。総重量、6.8 t 。対二方向（両側）開き。
日本曹達所有へ変更。

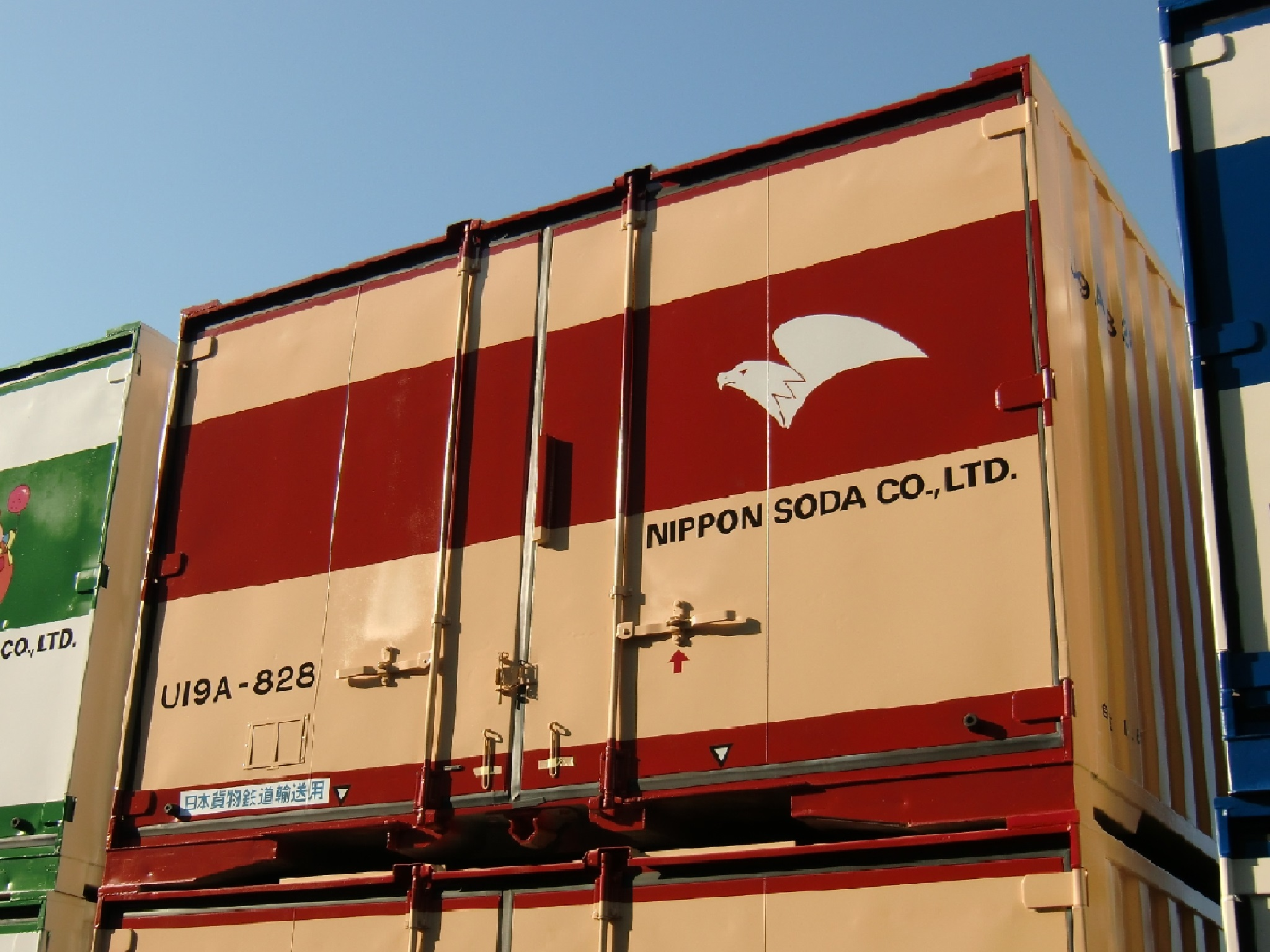
U19A-828 日本曹達所有。

829
（不　明）
830 ・ 831【２個】
↓ 中央通運所有。総重量、6.8 t 。対二方向（両側）開き。
日本曹達所有へ変更。

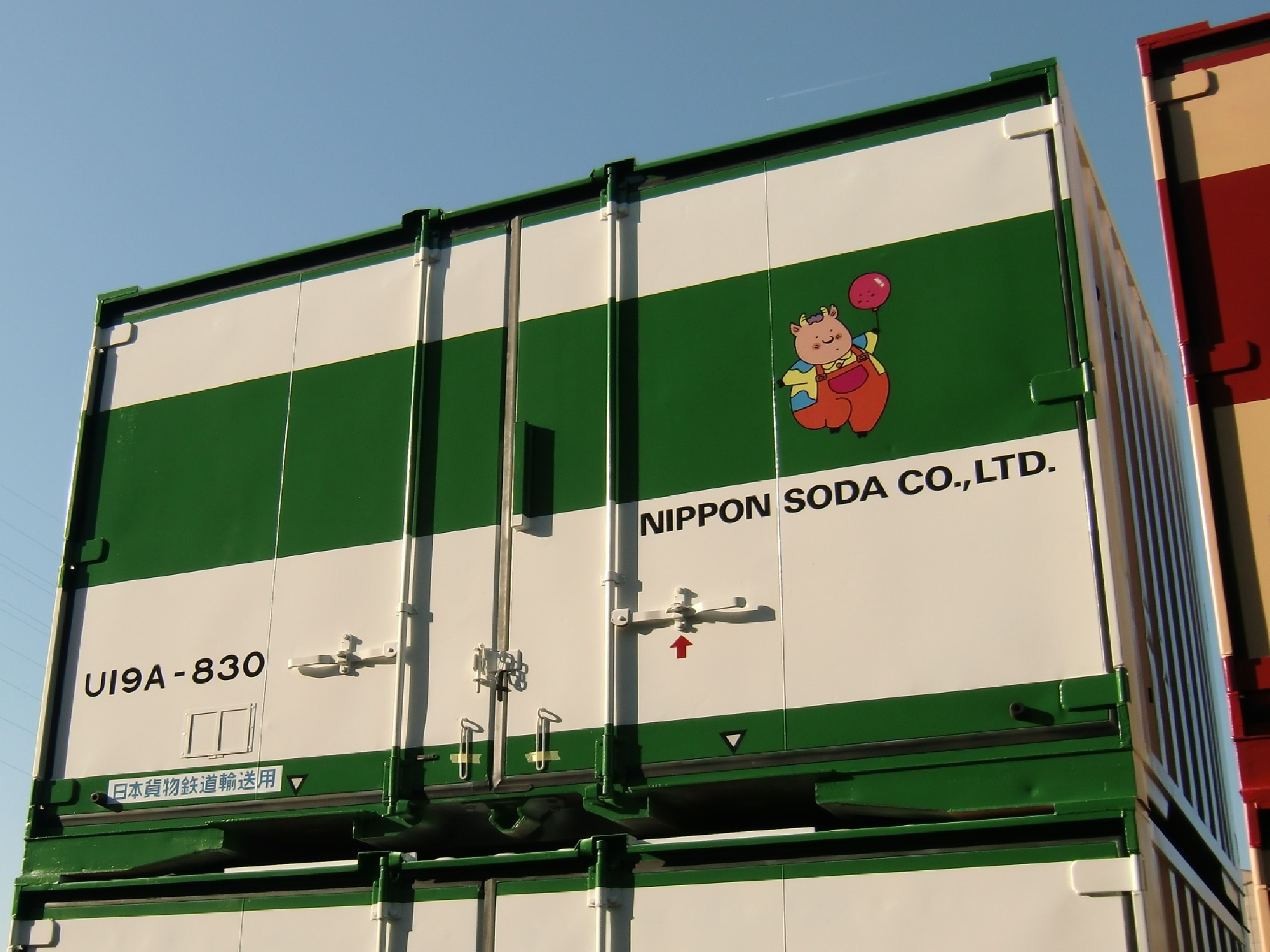
U19A-830 日本曹達所有。

832
中央通運所有。 ※東京⇔高松 ・ 伊予三島間での紙輸送専用。総重量、6.75 t 。片妻・片側Ｌ字二方向開き。
833
（不　明）
834 ・ 935【２個】
中央通運所有。 ※東京⇔高松 ・ 伊予三島間での紙輸送専用。総重量、6.75 t 。片妻・片側Ｌ字二方向開き。
836 ・ 837【２個】
（不　明）
838 〜 841【４個】
中央通運所有。 ※東京⇔高松 ・ 伊予三島間での紙輸送専用。総重量、6.75 t 。片妻・片側Ｌ字二方向開き。

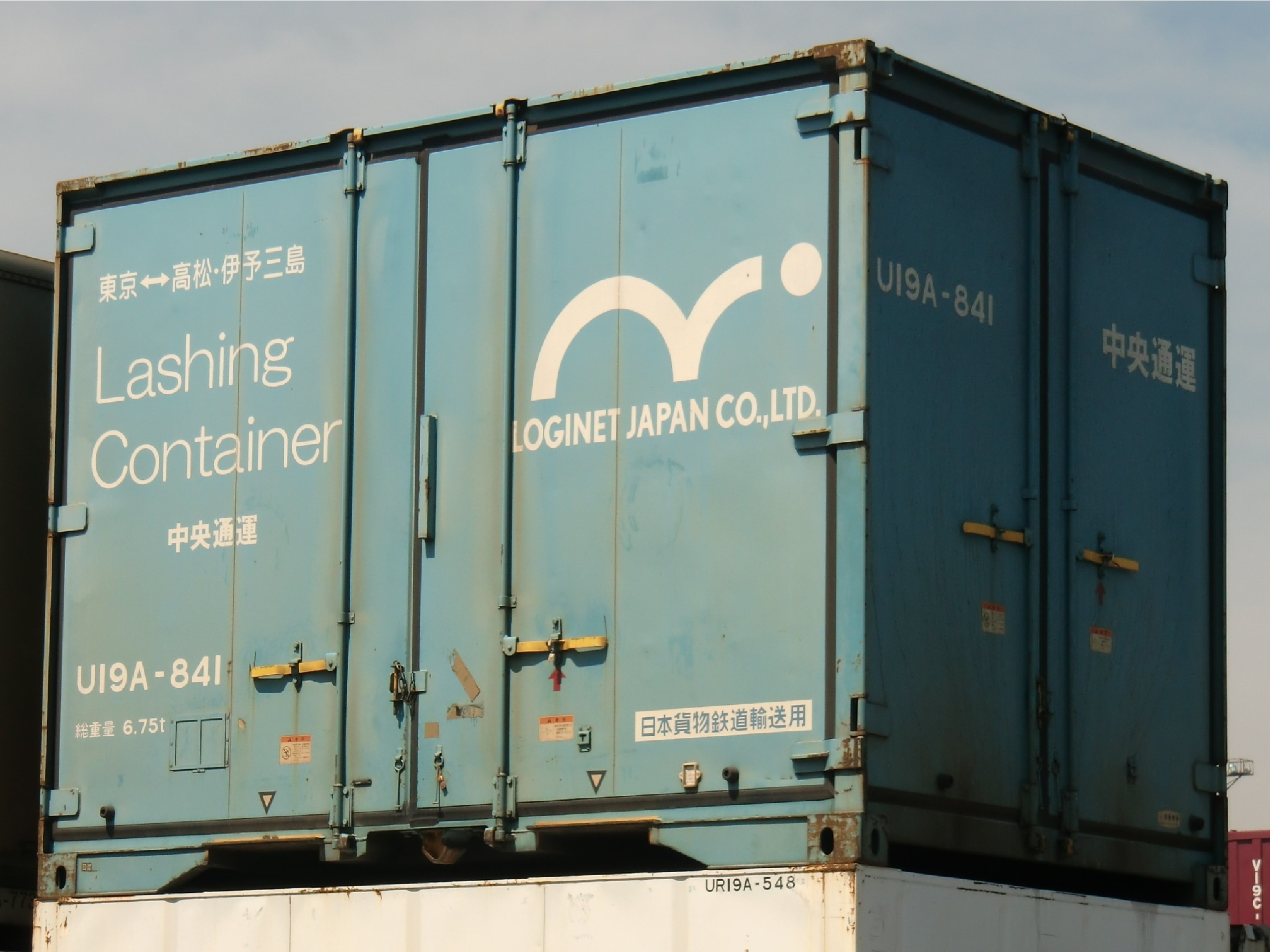
U19A-841 中央通運所有。

842 〜 854【13個】
中央通運（ロジネットジャパン）所有。 ※精密機器輸送用。総重量、6.8 t 。規格外ハローマーク（全幅、2490mm = W ）付き、対二方向（両側）開き。
855
（不　明）
856 〜 858【３個】
中央通運（ロジネットジャパン）所有。 ※精密機器輸送用。総重量、6.8 t 。規格外ハローマーク（全幅、2490mm = W ）付き、対二方向（両側）開き。
859
（不　明）
860 〜 875【16個】
中央通運（ロジネットジャパン）所有。 ※精密機器輸送用。総重量、6.8 t 。規格外ハローマーク（全幅、2490mm = W ）付き、対二方向（両側）開き。
876
（不　明）
877
中央通運（ロジネットジャパン）所有。 ※精密機器輸送用。総重量、6.8 t 。規格外ハローマーク（全幅、2490mm = W ）付き、対二方向（両側）開き。
878
（不　明）
879 〜 885【７個】
中央通運（ロジネットジャパン）所有。 ※精密機器輸送用。総重量、6.8 t 。規格外ハローマーク（全幅、2490mm = W ）付き、対二方向（両側）開き。
886 ・ 887【２個】
（不　明）
888 〜 893【６個】
中央通運（ロジネットジャパン）所有。 ※精密機器輸送用。総重量、6.8 t 。規格外ハローマーク（全幅、2490mm = W ）付き、対二方向（両側）開き。

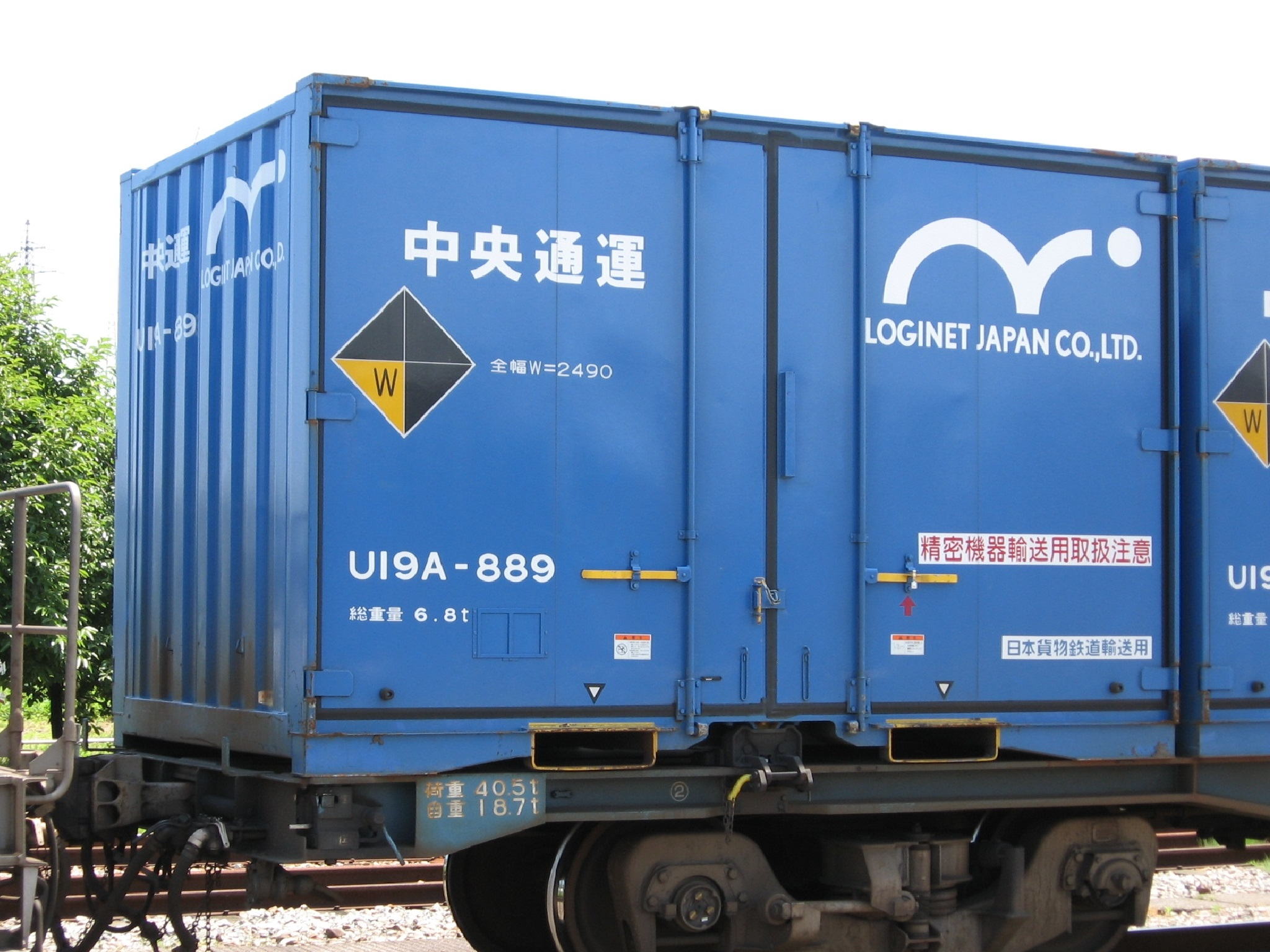
U19A-889 中央通運所有。

894
（不　明）
895 〜 907【13個】
中央通運（ロジネットジャパン）所有。 ※精密機器輸送用。総重量、6.8 t 。規格外ハローマーク（全幅、2490mm = W ）付き、対二方向（両側）開き。
908
（不　明）
909
中央通運（ロジネットジャパン）所有。 ※精密機器輸送用。総重量、6.8 t 。規格外ハローマーク（全幅、2490mm = W ）付き、対二方向（両側）開き。
910
（不　明）
911
中央通運（ロジネットジャパン）所有。 ※精密機器輸送用。総重量、6.8 t 。規格外ハローマーク（全幅、2490mm = W ）付き、対二方向（両側）開き。
912
日本パープル所有。総重量、6.8 t 。片妻一方向開き。 ※廃棄機密書類輸送コンテナ。
913 〜 915【３個】
日本通運所有。 総重量、6.8 t 。片妻一方向開き。※パナソニック精密機器輸送用コンテナ。
借受者となっているパナソニック・モバイルコミュニケーションズ(株)は、NTTドコモの基地局製造を担っており、モーダルシフトの取り組みとしてこれらの製品輸送専用の私有コンテナを導入した。

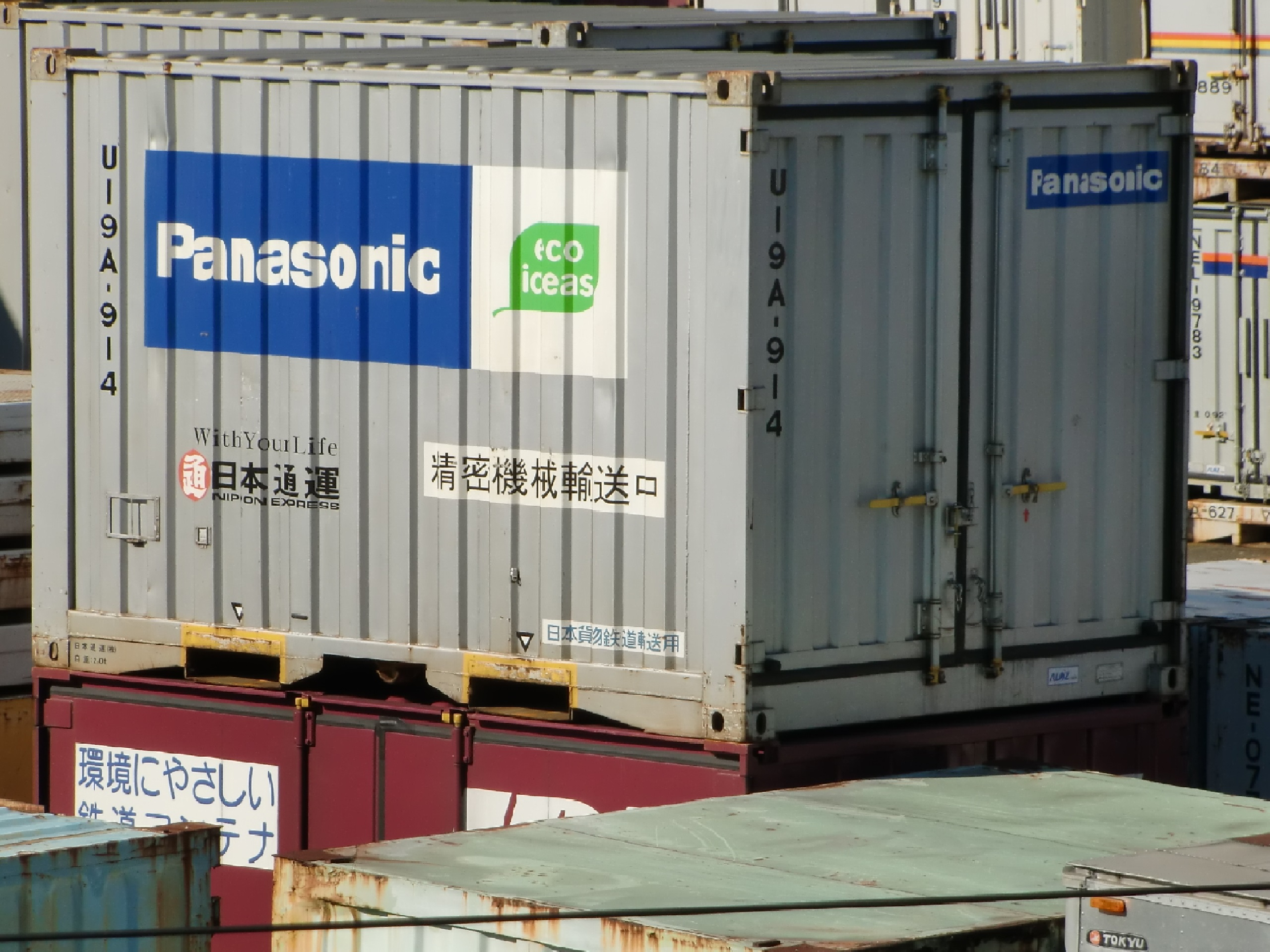
U19A-914 日本通運所有。

916 〜 959【44個】
水島臨海通運所有。JFEスチール借受。総重量、6.8 t 。対二方向（両側）開き。重量物積載対応で、床面強化仕様。
※イルカデザイン

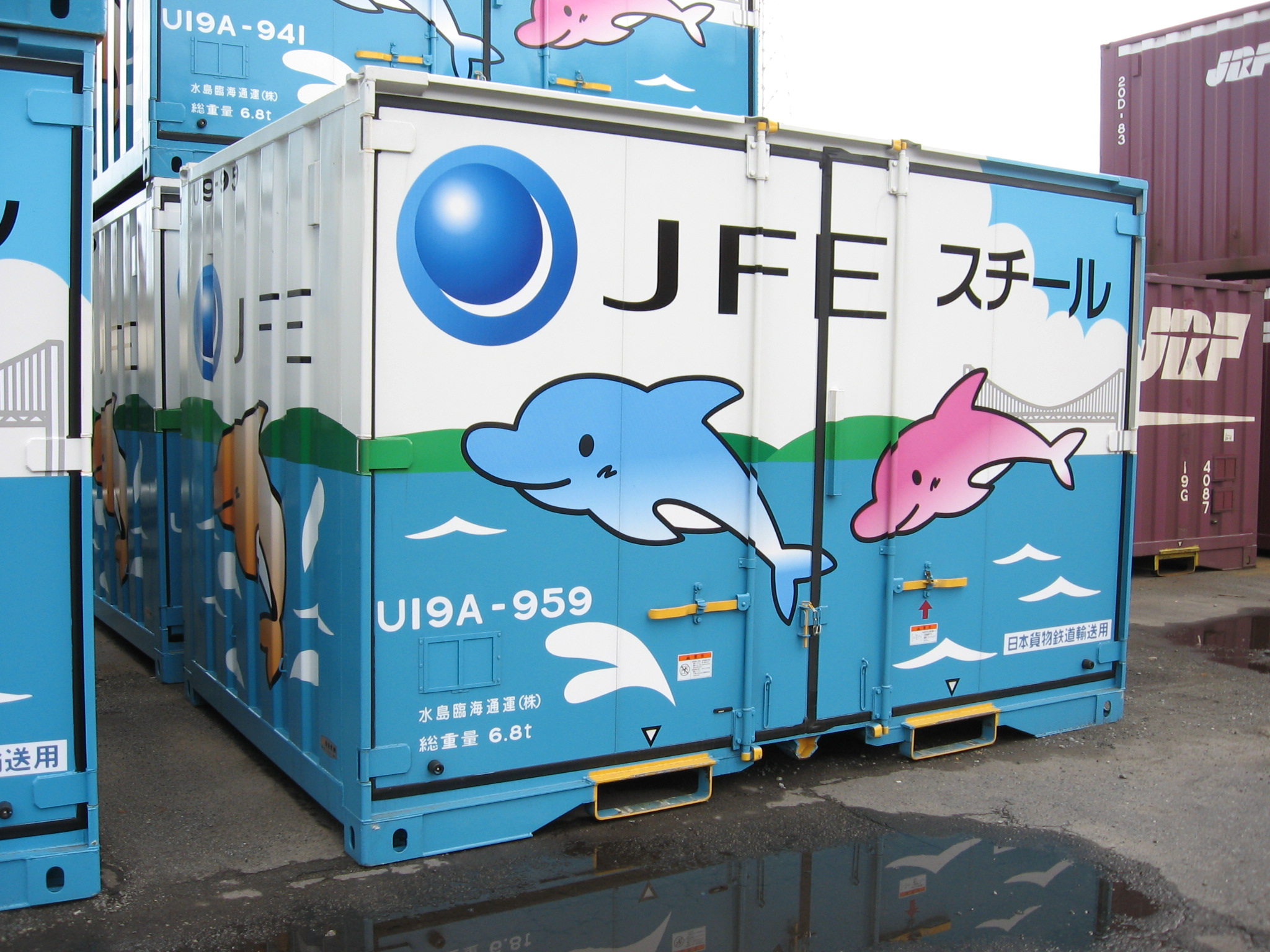
U19A-959 水島臨海通運／JFEスチール
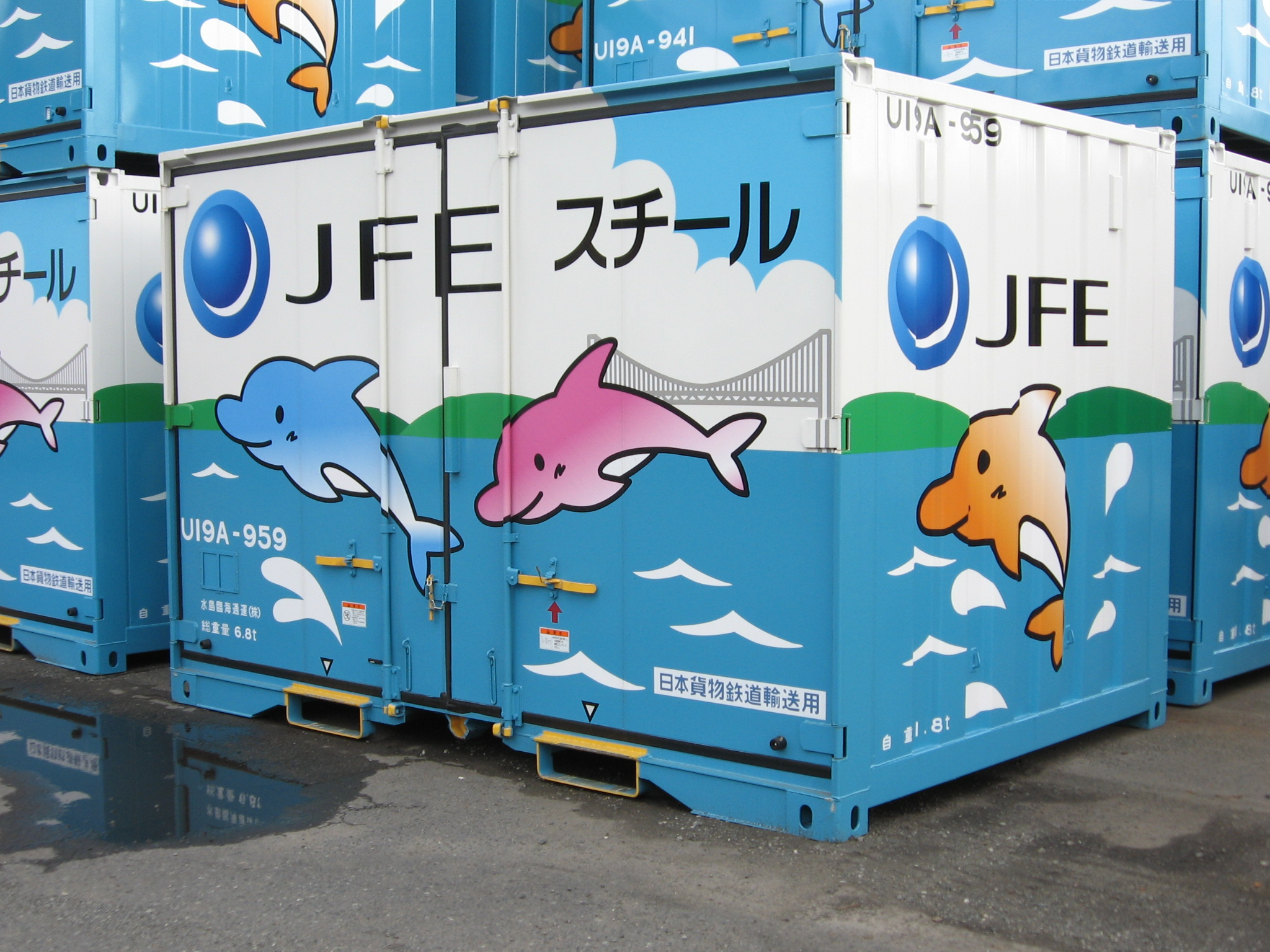
U19A-959 水島臨海通運／JFEスチール
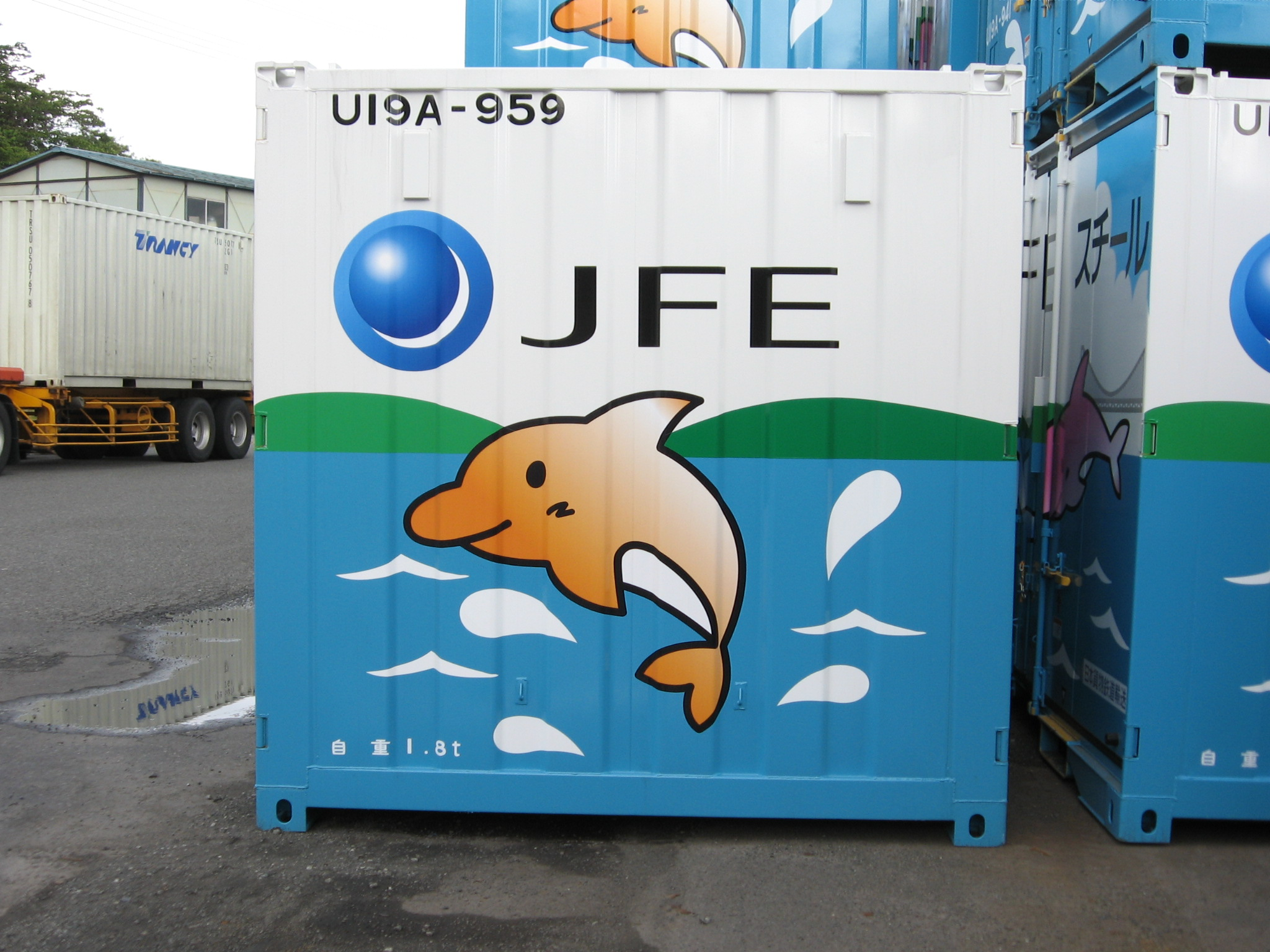
U19A-959 水島臨海通運／JFEスチール

960 〜 963【４個】
中央通運（ロジネットジャパン）所有。総重量、6.8 t 。対二方向（両側）開き。 ※ニューカラー。
964 ・ 965【２個】
小西畜肉所有。
966
日本パープル所有。総重量、6.8 t 。片妻一方向開き。 ※廃棄機密書類輸送コンテナ。
967 〜 978【12個】
西尾レントオール所有。総重量6.8t。規格外ハローマーク（全高2600mm = H）。側面二方開き。JR貨物の20D-11000番台(総合車両製作所製)と殆ど同じ設計。
979 ・ 980【２個】
西尾レントオール所有。総重量6.8t。規格外ハローマーク（全高2600mm = H）。側/妻一方開き。JR貨物の20G-11000番台(総合車両製作所製)と殆ど同じ設計。